# Coahuila
Coahuila ( escuchar), oficialmente Estado Independiente, Libre y Soberano de Coahuila de Zaragoza, es uno de los treinta y un estados que, junto con la Ciudad de México, conforman México. Su capital y ciudad más poblada es Saltillo. Está dividido en treinta y ocho municipios. Además de Saltillo, otras localidades importantes son: Torreón, Monclova, Piedras Negras y Ciudad Acuña.
Está ubicado en la región noreste del país, limitando al norte con el río Bravo que lo separa de Estados Unidos, al este con Nuevo León, al sur con Zacatecas, en un vértice al sureste con San Luis Potosí y al oeste con Durango y Chihuahua. Con 151 563 km² es el tercer estado más extenso —por detrás de Chihuahua y Sonora— y con 20.16 hab/km², el séptimo menos densamente poblado, por delante de Zacatecas, Sonora, Campeche, Chihuahua, Durango y Baja California Sur. Fue fundado el 25 de junio de 1824. Formó parte de la República del Río Grande en el año de 1840.

## Toponimia
Existen diversas teorías en relación con el origen del nombre Coahuila. Por ejemplo Vito Alessio Robles, militar e historiador de Coahuila, aseveraba que el nombre provenía de la conjunción de las locuciones "koatl" y "wilana" que en la lengua náhuatl se podía interpretar como "lugar donde se arrastran las serpientes".
Por otro lado, de acuerdo con el historiador Tomás Zepeda, el nombre del estado (en náhuatl, Kwawillan) provino de la palabra "kwawitl", que significa árbol y un sufijo locativo de uso frecuente que implica abundancia "-tlan", que juntos significan "lugar donde abundan los árboles".
Esta última acepción es la más aceptada hoy en día, de tal manera que en el escudo de la entidad figura en el mantel inferior una arboleda, representando los frondosos nocedales de la ciudad de Monclova, Coahuila. Actualmente el nombre oficial es "Estado Independiente, Libre y Soberano de Coahuila de Zaragoza", en honor al general Ignacio Zaragoza, nacido en la entidad.

## Historia

### Conquista y colonización
El año de 1521 marcó el inicio de la conquista de México con la llegada de miles de inmigrantes españoles, que se dispersaron por toda la Nueva España. Comisionado por el gobernador de la Nueva Vizcaya y al frente de una partida de soldados, Alberto del Canto fundó la villa de Santiago del Saltillo en 1577. Una década después, ya solo quedaban 20 españoles en Saltillo debido a los constantes ataques de los chichimecas.
A lo que hoy es Monclova, había penetrado en 1583 la trágica expedición de don Luis de Carvajal y de la Cueva, quien a orillas del río levantó un asentamiento con el nombre de Nueva Almadén. Hasta ese momento el avance colonizador había sido progresivo y sistemático. Sin embargo, la oleada colonizadora se detuvo durante casi un siglo y ni siquiera esta primera fundación, la de Almadén, logró permanecer. Poco después de la llegada de Carvajal a la hoy Monclova, la población quedó abandonada por el constante acoso de los indígenas.
En las siguientes décadas fracasaron no menos de nueve intentos de repoblar el sitio. Abundaban los grupos de indios bárbaros divididos en numerosas parcialidades o rancherías. Así lo consignaron los cronistas españoles que llegarían más tarde. El más notable de todos los misioneros en el centro y norte de Coahuila fue fray Juan Larios, franciscano de profunda fe, sincero amor apostólico y, sin duda, gran fortaleza física, logró con su catecismo y su devoción lo que no pudieron personajes que usaron la fuerza y las armas: establecer al norte de Monclova las primeras poblaciones de carácter permanente.
En julio de 1591, 71 familias tlaxcaltecas y 16 solteros llegaron a Saltillo y el pueblo de San Esteban de Nueva Tlaxcala fue fundado en el lado occidental del asentamiento español y separado de los españoles solo por un canal de riego. Los neotlaxcaltecas evitaron tener un contacto muy cercano con los colonos españoles, aunque algunos, de hecho, impartieron clases de educación a hijos de empresarios.
Años más tarde, en 1598, el capitán Antón Martín de Zapata y el jesuita Agustín de Espinoza fundaron oficialmente Santa María de las Parras, hoy Parras de la Fuente, junto con colonizadores neotlaxcaltecas. Las dos poblaciones se hallarían hasta poco más de un siglo después bajo la jurisdicción del gobierno de la Nueva Vizcaya. En solo 56 años la labor de exploración, conquista o fundación se había desplazado al norte (desde México a Saltillo) 850 kilómetros.

### Expansión virreinal
A finales de diciembre de 1674, los franciscanos salieron de lo que alguna vez fuera Nueva Almadén con destino al norte. Un mes después se les unió el Justicia Mayor de la villa de Santiago del Saltillo, Francisco de Elizondo con 30 hombres, cuyos apellidos quedaron desde entonces ligados a la historia de Coahuila: Diego Ramón, Fernando del Bosque, Diego Luis Sánchez Navarro, Ambrosio de Cepeda, Rodrigo de Morales y Juan de Aguirre. En el punto de reunión fundaron la misión de San Ildefonso de la Paz, el 28 de enero de 1675.
La región se estabilizó entonces en las décadas siguientes, en particular bajo el gobierno de Gregorio de Salinas Varona, entre 1692 y 1705, quien reforzó el control sobre los indios multiplicando las reducciones y asentó la presencia de la Iglesia. En el año 1677, San Esteban reclamó la tierra guachichil como propia, declarando a los descendientes de los guachichiles como "tlaxcaltecas puros". La población de San Esteban era entonces de 1750 habitantes.
Los neotlaxcaltecas reclamaron y se esforzarían por mantener su pureza étnica, tanto por orgullo como por el deseo de mantener los privilegios que se les otorgaron en 1591. Se casaron principalmente dentro de su propia comunidad y conservaron su idioma nativo, el náhuatl, como lo demuestra la gran cantidad de documentos náhuatl, especialmente testamentos, conservados de los siglos XVII y XVIII.
Una creciente población no tlaxcalteca del noreste de México, la hostilidad indígena, la sequía y las enfermedades comenzaron a erosionar la independencia de los pobladores de San Esteban en la década de 1780 y los años posteriores. La reorganización del gobierno virreinal en la década de 1780 resultó en que se perdiera gran parte de su autonomía y derecho de autogobierno.

### La Independencia
A mediados de septiembre de 1810, Mariano Jiménez solicitó y obtuvo de Allende la autorización para extender el movimiento insurgente a las provincias del norte. Las fuerzas de Coahuila, que entre soldados y voluntarios sumaban no más de 700 efectivos al mando del gobernador don Antonio Cordero y Bustamante, se encontraron el 7 de enero de 1811 en la hacienda de Agua nueva frente a los 8000 hombres de Jiménez. Los soldados realistas, desalentados ante la superioridad de su enemigo, rindieron sus armas y corrieron a unirse a las filas insurgentes. Al día siguiente, Jiménez y la enorme columna que lo acompañaba, hicieron su entrada a Saltillo.
Desde esta ciudad, Jiménez había mantenido comunicación con los jefes Hidalgo y Allende, que se hallaban en Guadalajara. El 17 de enero, después de que los insurgentes sufrieron su peor derrota en la desastrosa batalla de Puente de Calderón, lo que quedaba del ejército se dirigió al norte a reunirse con Jiménez. La entrada de los insurgentes a Saltillo el 24 de febrero de 1811 fue motivo de celebraciones. Entretanto, con refuerzos recibidos desde España, el virrey había ordenado una ofensiva de tres ejércitos que avanzarían coordinadamente desde diversos puntos sobre Saltillo. Ante estos desplazamientos, los jefes insurgentes tomaron la determinación de dirigirse a Texas, con la idea de internarse en Estados Unidos.
Un día después de la salida de Hidalgo y los suyos de Saltillo, un grupo de contrarrevolucionarios apresó en Monclova al gobernador insurgente Pedro Aranda y ocupó la ciudad. Los contrarrevolucionarios, con una fuerza de 492 hombres al mando de Ignacio Elizondo y Tomás Flores, habían decidido detener el movimiento libertario. Mientras la columna insurgente avanzaba lentamente rumbo al norte, los hombres de Elizondo y Flores se instalaron en Acatita de Baján, paso obligado en el camino de Saltillo a Monclova. Situaron el campamento principal tras una pequeña loma donde el camino hacia una curva rumbo al oriente y descendía a una planicie ocultada por el mismo cerro. 
A medida que transcurría la jornada cayeron en poder de los contrarrevolucionarios los aislados grupos rebeldes. Entre cuatro y cinco de la tarde, más de 600 insurgentes, entre ellos los principales jefes, habían sido capturados. Bajo una guardia de cuarenta soldados se envió a Monclova la primera partida de 400 presos. El día 22 entró a Monclova el grupo de prisioneros. Unos fueron recluidos en el Hospital Militar, otros en la capilla de La Purísima y el resto en el cuartel de las fuerzas presidiales. Temiendo ataques de los insurrectos, las autoridades dispusieron el traslado de los principales jefes a Chihuahua. La columna de soldados y prisioneros salió de Monclova la madrugada del 24 de marzo. 
Eran 28 prisioneros, entre los que se encontraban los principales caudillos: Hidalgo, Allende, Juan Aldama, Jiménez, Abasolo, Pedro Aranda, Manuel Santamaría, Francisco Lanzagorta y otros importantes oficiales, además de cuatro clérigos y seis frailes. En Monclova fusilaron al licenciado Ignacio Aldama, fray Juan de Salazar y Juan Bautista Casas. Los tres habían sido capturados en San Antonio de Béjar (hoy San Antonio, Texas). Además de ellos, los realistas ejecutaron a numerosos insurgentes. Los únicos dos coahuilenses trasladados a Chihuahua fueron José Andrés Molano y José Plácido Monzón. El primero fue condenado a destierro con confiscación de bienes y el segundo murió fusilado el 7 de junio de 1811. 

### Conflictos con Texas
Desde finales del siglo XVIII y principios del XIX, muchos personajes de la época advirtieron el enorme riesgo en que se hallaba el territorio de Texas. Hacia 1810 Texas contaba con no más de cuatro mil habitantes, la mayoría de origen mexicano. Diez años después, su número se calculaba en seis mil, de los cuales la mitad se hallaba concentrada en San Antonio. Ese año de 1820, aún bajo el régimen virreinal, se trató de impulsar la colonización. Las únicas condiciones para recibir tierras eran que los colonos profesaran la religión católica, fueran de buenas costumbres y juraran lealtad al rey.
Aprovechando esta política, Moses Austin, un estadounidense que había residido en el vecino territorio de la Luisiana, cuando este pertenecía a España, solicitó y obtuvo de las autoridades virreinales la autorización para establecer 300 colonos angloamericanos en Texas. Sin embargo, no le fue posible cumplir con su cometido. Murió en 1821 antes de cristalizar su proyecto. Tiempo después, su hijo Stephen logró que le fuera reconfirmada la concesión por el imperio de Iturbide, y más tarde por la recién formada República. Stephen Austin logró establecer estas primeras 300 familias. La concesión se mantuvo y en pocos años la migración era un alud. Para 1830 se calculaba en 20 000 el número de habitantes de Texas.

Bandera de Coahuila y Texas

La Constitución federalista de 1824 les había confirmado su reconocimiento, y Texas mismo pasó a formar parte del estado de Coahuila. Después de 1824 y proclamada la Constitución, se iniciaron los conflictos por el poder. Entre ese año y 1833, cuando llegó Antonio López de Santa Anna, habían pasado siete presidentes; solo el primero de ellos, Guadalupe Victoria, completó los cuatro años de su administración.
Santa Anna, más que simpatizar con el centralismo, aprovechó sus doctrinas para ejercer la dictadura y por lo pronto abolió la Constitución de 1824 y regresó a los estados (libres y soberanos) a su antigua calidad de departamentos, con total dependencia del Ejecutivo nacional. En Coahuila y Texas, al gobernador, el federalista Agustín Viesca, se le obligó a renunciar y fue encarcelado. Este giro de la política nacional causó una enorme alarma en la población de colonos en Texas.
En 1836 los texanos proclamaron finalmente su independencia de México.
Para intentar evitarlo, Santa Anna se dirigió a Texas con un enorme ejército. La guarnición en la Misión del Álamo fue aniquilada después de una defensa famosa. Otra guarnición acantonada en Goliad sufrió la misma suerte. Empero, el general texano Sam Houston mantuvo reunido a un pequeño ejército, y en 1836 derrotó al ejército mexicano en San Jacinto. Santa Anna fue apresado y conducido a la bahía de Galveston, en donde se le obligó a firmar los Tratados de Velasco, el 14 de mayo de 1836.
En el segundo Tratado de Velasco era en el que se reconocía la independencia de Texas, que a poco de conquistar su independencia inició gestiones para anexarse como estado a la Unión Americana. El 21 de junio de 1845 Texas votó su anexión a los Estados Unidos, y con ello quedó abierto el camino hacia la guerra entre los dos países.

### Unión con Nuevo León (1856-1864)

#### Antecedentes históricos y contexto político
La fusión temporal de Coahuila y Nuevo León en el siglo XIX no fue un fenómeno aislado, sino que se inscribió en el complejo proceso de construcción del federalismo mexicano tras la independencia. Ya en 1824, durante los primeros experimentos organizativos de la joven república, las antiguas provincias de Coahuila, Nuevo León y Texas habían quedado temporalmente agrupadas como Estado Interno de Oriente, un arreglo administrativo que buscaba facilitar el gobierno de los extensos territorios norteños. Sin embargo, este primer intento de unificación resultó efímero: el propio Congreso General deshizo la medida pocos meses después al erigir en estados separados a Nuevo León y a Coahuila y Texas, reconociendo las particularidades regionales y las presiones locales por la autonomía.
La verdadera fusión política entre Coahuila y Nuevo León llegaría más de tres décadas después, en un contexto marcado por la inestabilidad nacional, las luchas entre liberales y conservadores, y el fortalecimiento de los liderazgos regionales en el norte del país.

#### El decreto de Santiago Vidaurri (1856)
En este contexto, el gobernador neoleonés Santiago Vidaurri proclamó el 19 de febrero de 1856 un decreto unilateral que anexionaba Coahuila al estado de Nuevo León, justificando la medida con el argumento de que los ayuntamientos coahuilenses habían manifestado su voluntad de unirse «de modo espontáneo y público».
Con este decreto nació de facto el Estado de Nuevo León y Coahuila, entidad que reflejaba tanto las ambiciones del caudillismo regional como las tensiones inherentes al federalismo mexicano del siglo XIX.

#### Regularización constitucional (1857)
Vidaurri aceptó celebrar un plebiscito, cuyos resultados favorables le permitieron justificar la anexión. El Congreso Constituyente de 1857 reconoció oficialmente la unión en la Constitución Federal de ese año. Posteriormente, el 4 de octubre de 1857, se promulgó la Constitución Política del Estado Libre y Soberano de Nuevo León y Coahuila, que estableció la capital en Monterrey y un gobierno común para ambas entidades.
El nuevo orden institucional contemplaba un sistema bicameral, representación proporcional y administración regional descentralizada. No obstante, Monterrey ejercía un liderazgo político evidente.

#### Funcionamiento del estado unificado y tensiones internas
Durante la Guerra de Reforma (1858–1861), el estado funcionó como bastión liberal. Sin embargo, surgieron tensiones con comunidades coahuilenses que percibían un dominio neoleonés, particularmente en ciudades como Saltillo y Ramos Arizpe.
Además, el vínculo entre Vidaurri y Benito Juárez se deterioró por disputas sobre el control de las aduanas fronterizas y la autoridad militar, lo que reflejaba las tensiones entre centralismo y federalismo.

#### La intervención francesa y la crisis del estado unificado
La Intervención Francesa (1862–1867) agravó la situación. Inicialmente, Vidaurri apoyó a la República, pero sus crecientes diferencias con Juárez y su ambigua posición frente al Imperio de Maximiliano minaron su legitimidad. Su eventual acercamiento al régimen imperial fue considerado una traición.

#### Disolución: el decreto de Juárez (1864)
El presidente Juárez respondió emitiendo en Saltillo el Decreto del 26 de febrero de 1864, que separó oficialmente a Coahuila y Nuevo León y restableció la soberanía individual de cada estado.
El Congreso de Coahuila fue reinstalado en 1867 y en 1869 se promulgó la Constitución del Estado Libre, Independiente y Soberano de Coahuila de Zaragoza.

#### Legado y significado histórico
La unión de Coahuila y Nuevo León representó un experimento significativo del federalismo mexicano decimonónico. Pese a su corta duración, evidenció las tensiones entre autonomía regional y cohesión nacional. También fortaleció el sentimiento de identidad política coahuilense, que en adelante resistiría cualquier proyecto de fusión con otras entidades.
El episodio de Vidaurri ilustra las posibilidades y riesgos del liderazgo regional audaz en el México del siglo XIX, así como los desafíos de construir un estado nacional en un territorio vasto y políticamente heterogéneo.

## Himno Coahuilense
El canto, ejecución, reproducción y circulación del Himno Coahuilense se apegarán a la letra y música de las versiones establecidas en esta ley. La interpretación del Himno se hará de pie en posición de firme, de manera respetuosa y en un ámbito que permita observar la debida solemnidad. El Himno Coahuilense se ejecutará y/o interpretará al final del desarrollo del evento correspondiente, siempre y cuando hubiere sido ya interpretado el Himno Nacional. Si en el evento no se encuentra contemplado realizar honores a la bandera ni la interpretación del Himno Nacional, se desarrollará el programa correspondiente y, como último acto, se entonará el Himno.

Hoy rendimos un tributo a Coahuila

con orgullo nuestras voces se unirán
y al cantar a la grandeza de esta tierra
alma, voz y corazones vibrarán.
Oh Coahuila mi tierra tan querida
he venido hoy con júbilo a exaltar
las virtudes infinitas de este suelo
que es ejemplo de trabajo y dignidad.
(Coro)
Es Coahuila una tierra bendita
de carácter tenaz y ejemplar
que orgullosos sus hijos proclaman
bello estado triunfante, inmortal.
Es Coahuila una tierra bendita
de carácter tenaz y ejemplar
que orgullosos sus hijos proclaman
bello estado triunfante, inmortal.
Al mirar su desierto y sus montañas
escenario del esfuerzo creador
surge el nombre de los hombres y mujeres
que forjaron con valor esta nación.
Son tus hijos gran orgullo de esta patria
que nos dieron con su vida libertad
un ejemplo de este pueblo infatigable
con estirpe de nobleza y de lealtad.
(Coro)
Demostremos decididos que en Coahuila
con pasión por esta senda al transitar
cada paso engrandece nuestra historia
como herencia de paz y de unidad.
Coahuilenses hoy unamos nuestras voces
entonemos nuestro canto con fervor
y vivamos siempre en aras de armonía
trabajando por un México mejor.
(Coro)

- Autor: José Ulloa Pedroza

## Geografía
Coahuila de Zaragoza está localizado en la parte central del Norte de México. Su extensión territorial es de 151 571 kilómetros cuadrados y representa el 7.7 % del área total del país. Limita al norte con el estado de Texas, a través del río Bravo; al sur con Zacatecas; al sureste con San Luis Potosí; al suroeste con Durango; al este con Nuevo León; y al oeste con Chihuahua. Tiene 531 km de frontera con los Estados Unidos.
Población Total: Según el Censo de Población y Vivienda 2020 del INEGI, Coahuila tiene 3 146 771 habitantes.
Densidad Demográfica: 16.6 habitantes por kilómetro cuadrado.

### Clima

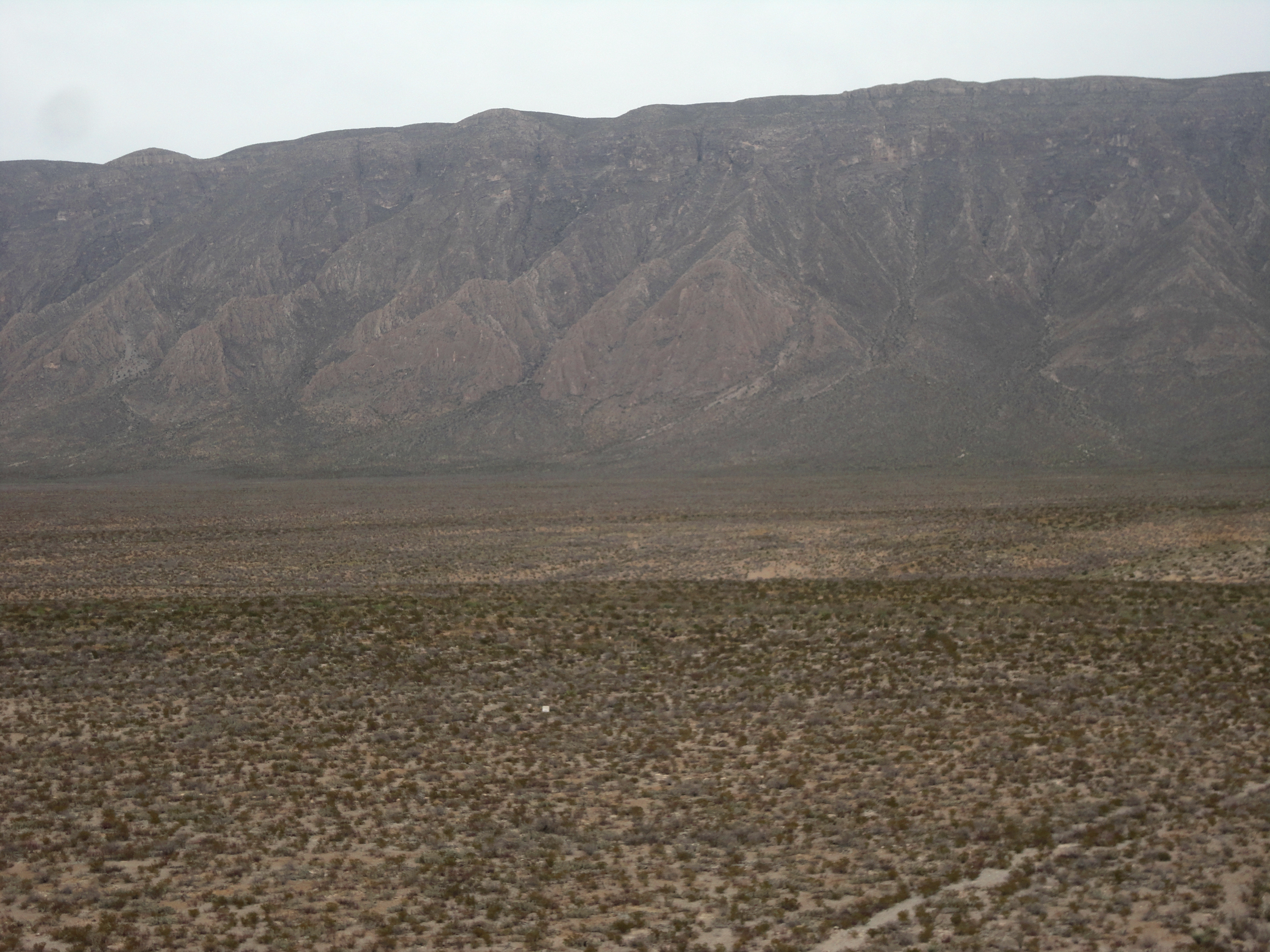
Región Centro Desierto de Coahuila.

El clima es generalmente seco y semicálido a cálido extremo en gran parte del estado de Coahuila, con algunas variantes a través de las regiones del estado.
En la Región Sureste el clima es caluroso, en primavera y verano generalmente en Saltillo, Arteaga y más, la estación lluviosa es en julio y agosto, en invierno el tiempo es frío y brumoso. En la Región Lagunera el tiempo es caliente en primavera y verano, caluroso y seco por el otoño y con los inviernos relativamente apacibles, eventualmente fríos. En la Región Centro y Carbonífera, el tiempo es caliente en primavera y la temperatura en verano es muy alta.
En verano hay lluvias que pueden ser intensas. Los inviernos son fríos. En la Región Norte el clima es caliente en primavera y verano y frío en invierno, con la lluvias en la región en julio y agosto. Las nevadas son frecuentes en la zona norte del estado, en las sierras de Múzquiz, y en la sierra de Arteaga en el sureste del estado durante la temporada invernal. En el noreste, las condiciones pueden estar favorables para el desarrollo de tiempo severo en la primavera, incluso la posibilidad de tornados.

### Flora
La vegetación de Coahuila es muy variada. Su desarrollo depende del clima, tipo de suelo, altitud, y precipitación pluvial. En las partes altas de la sierra abundan los pinos, pinabetes, encinos y cedros. En las partes bajas hay mezquites, huizaches, yucas, nopales, magueyes, cactus  y lechuguillas.
Otras plantas que crecen en el estado son: orégano, árnica, albahaca, cedro, nogal, fresno, álamo, peyote, biznaga, cenizo, sábila, mora, jujube, durazno, aguacate, membrillo, higuera, mispero, chile piquín, tuna, granado, tejocote, chile pirán, gobernadora, etc.
Predominan los matorrales en más de 80 % en las extensas llanuras y la zona desértica del Bolsón de Mapimí. Hacia el noroeste, los matorrales se mezclan con pastizales. En menor proporción, en la Sierra Madre Oriental y en elevaciones de origen volcánico se encuentran bosques de coníferas y encinos. La agricultura ocupa 5 % del territorio y se localiza, sobre todo, en la Comarca Lagunera.

### Fauna
La fauna varía dependiendo de la región natural. A través de las sierras, cañadas y llanos del estado habitan distintas especies. En matorrales: tlalcoyote, gato montés, zorra del desierto, rata canguro, cachorrito de Cuatro Ciénegas, lagarto-escorpión de Lugo y perrito de las praderas. En los pastizales: borrego cimarrón, ciervo rojo, puma y armadillo. En el bosque: murciélago, oso negro, musaraña y zorrillo. En los ríos: mojarra y nutria. Animales en peligro de extinción: berrendo, bisonte americano, topo, carpa, puerco espín, codorniz y coyote.

#### Insectos
Jicote, caramuela, pinacate, chapulín, escorpión.

#### Mamíferos
Los mamíferos más comunes del estado son: liebre, ardilla, venado cola blanca, oso negro, coyote, puma, tejón, gato montés, murciélago, rata, tlacuache, conejo, comadreja, zorrillo, berrendo, mapache y coatí.

#### Aves
Solo en La Zona Sujeta a Conservación Ecológica Sierra de Zapalinamé se encuentran alrededor de 237 especies diferentes de aves entre migratorias y residentes. Pero las más comunes del estado son: lechuza, halcón, gavilán, cuervo, pato, ganso, grulla, zopilote, águila, tordo, cenzontle, cardenal, calandria, golondrina, gorrión, correcaminos, paloma, codorniz, aura, alondra y el guajolote.
Las aves de Coahuila son, en su mayoría, migratorias, aunque también hay especies residentes, muchas de las cuales son comunes. El estado cuenta con pocas especies endémicas, ya que su diversidad de aves no es muy alta. Predominan las aves migratorias que llegan durante el verano, especialmente a la Sierra Madre Oriental. Un ejemplo destacado es la cotorra serrana, una especie en peligro de extinción que visita la Sierra de Zapalinamé, en el municipio de Saltillo, y el Cañón de San Lorenzo.

#### Reptiles

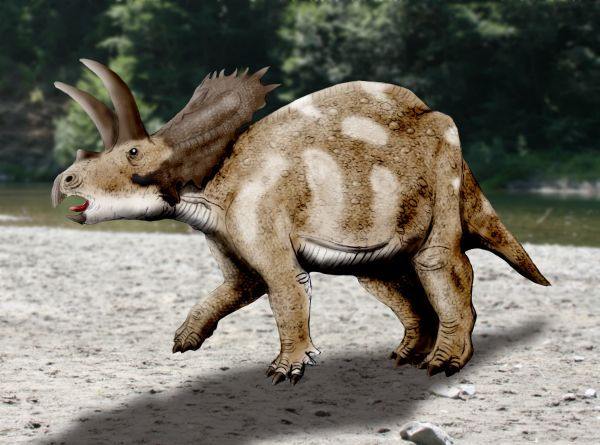
Coahuilaceratops, una especie extinta que lleva el nombre del estado.

Los reptiles más comunes del estado son: lagartija, tortuga, víbora de cascabel.

#### 
| Flora y fauna de Coahuila |                      |                       |                          |                      |
|                           |                      |                       |                          |                      |
| Ursus americanus          | Puma                 | Tamxdasciurus         | Cynomys ludovicianus     | Aquila chrysaetos    |
|                           |                      |                       |                          |                      |
| Meleagris gallopavo       | Crotalus durissus    | Antilocapra americana | Odocoileus virginianus   | Didelphis virginiana |
|                           |                      |                       |                          |                      |
| Lobo                      | Lince                | Coyote                |                          |                      |
|                           |                      |                       |                          |                      |
| Acer saccharinum          | Opuntia ficus-indica | Kroenleinia grusonii  | Cylindropuntia imbricata | Pinus ponderosa      |

### Hidrografía

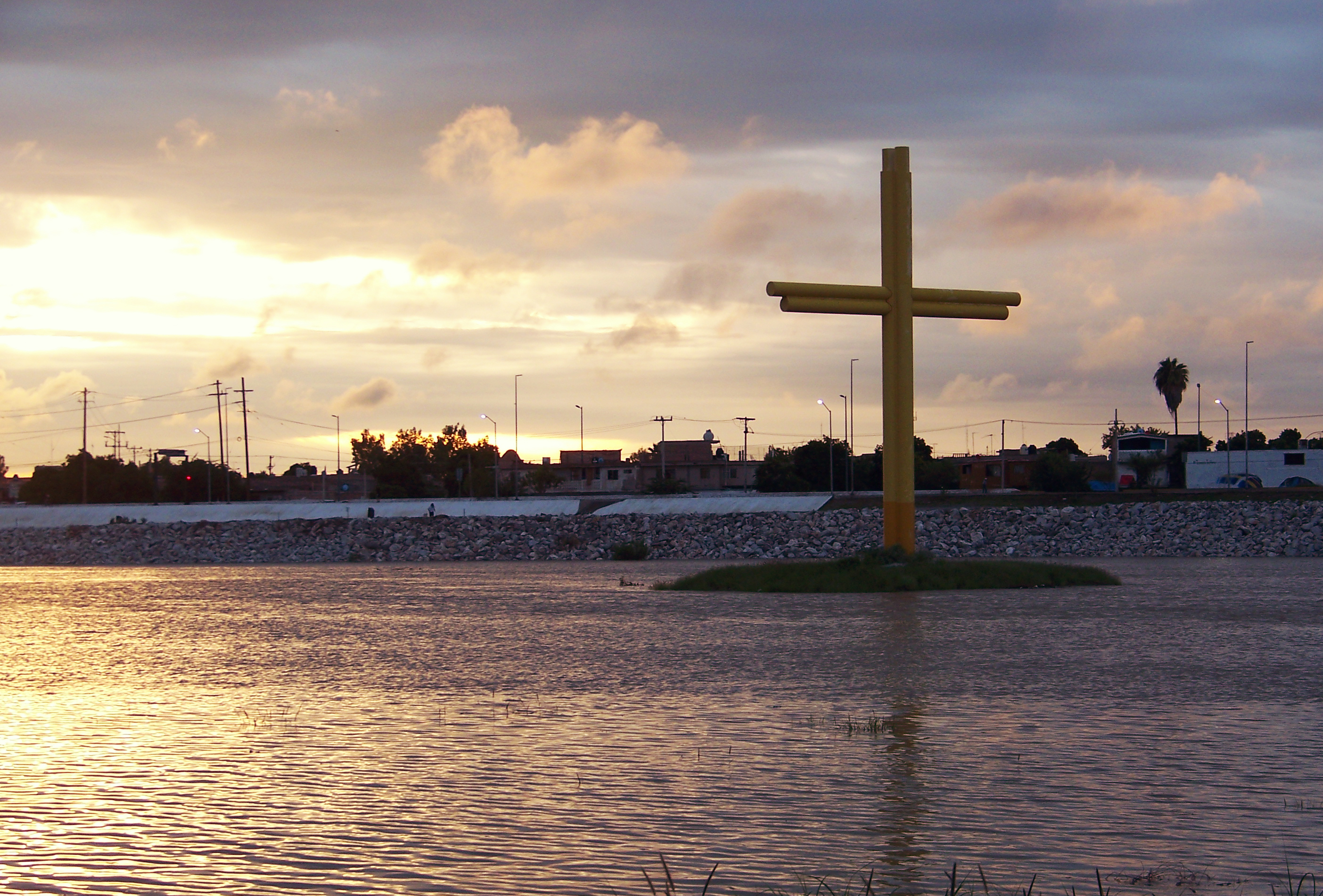
Río Nazas

El río más importante del estado es el río Bravo, que sirve como frontera territorial natural con los Estados Unidos de América. El río Bravo fluye por 512 km entre la frontera de Coahuila y Texas, pasando por los municipios de Ocampo, Acuña, Jiménez, Piedras Negras, Nava, Guerrero e Hidalgo.
El río Nazas nace en el estado de Durango y desembocaba en la laguna de Mayrán en el estado de Coahuila. Este río tiene un valor histórico incalculable para Torreón, ya que fue el detonante del desarrollo regional, debido a que la agricultura fue la primera actividad que floreció en esas tierras. Las aguas de este río ya no corren por Coahuila (excepto por canales de riego) porque su caudal se retiene en las presas "Lázaro Cárdenas" y "Francisco Zarco" del estado de Durango.
El río Monclova también es uno de los principales en el estado de Coahuila y está ubicado al sur de Monclova. 
Otros ríos del estado son: el Monclova, el San Diego, el Escondido, el río Álamo, los cuales nacen en las Serranías del Burro; río Aguanaval (antes se llamaba río del Buen Aval), río San Rodrigo y río Sabinas.

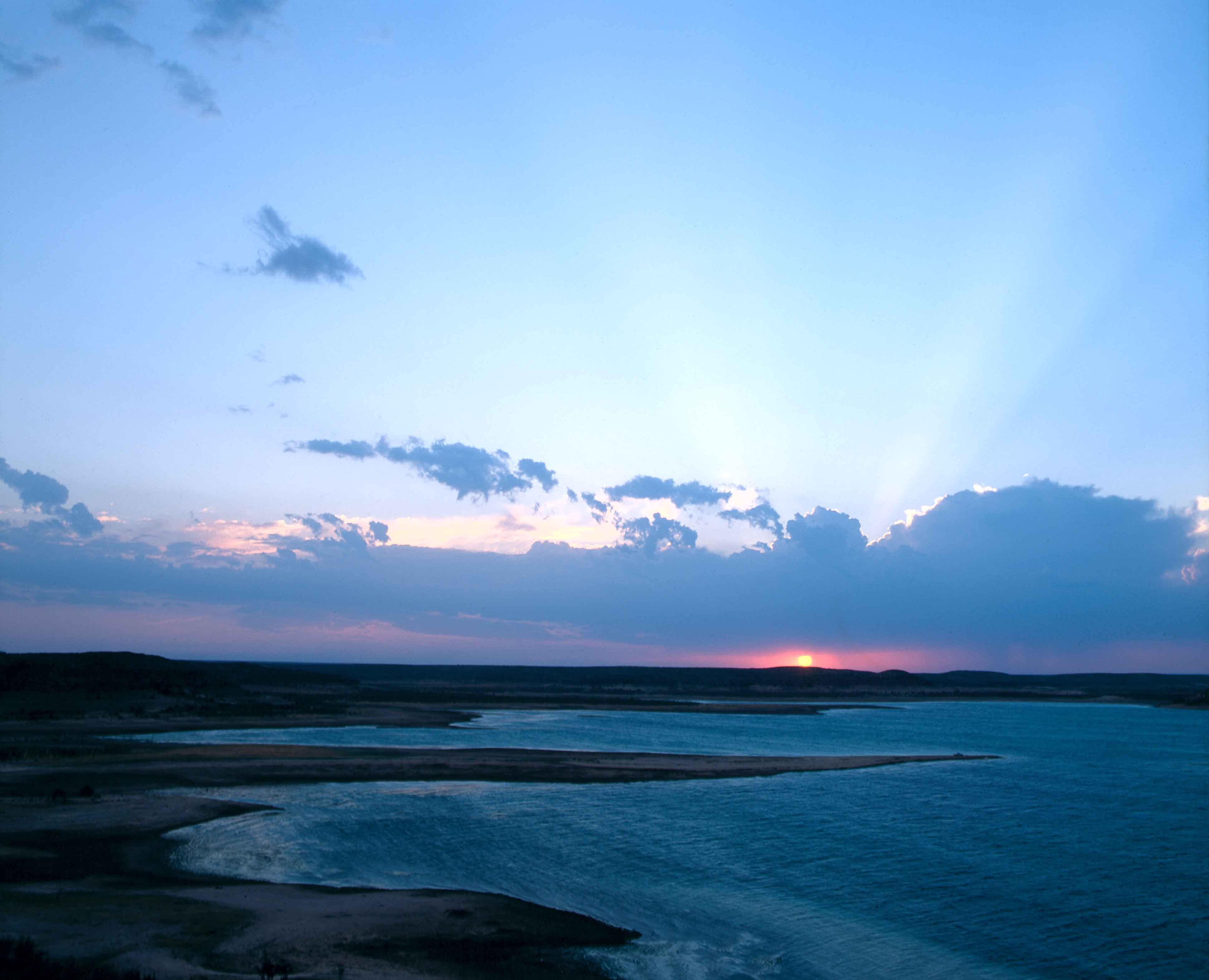
Presa La Amistad

En el estado existen alrededor de 15 presas. Las dos más importantes son la Presa de la Amistad y la Presa Venustiano Carranza, conocida también como "Don Martín".
Los principales manantiales son Santa Gertrudis (Ocampo), Agua Verde (Ocampo), El Socavón (Múzquiz) y la Poza de la Becerra (Cuatrociénegas).

### Orografía

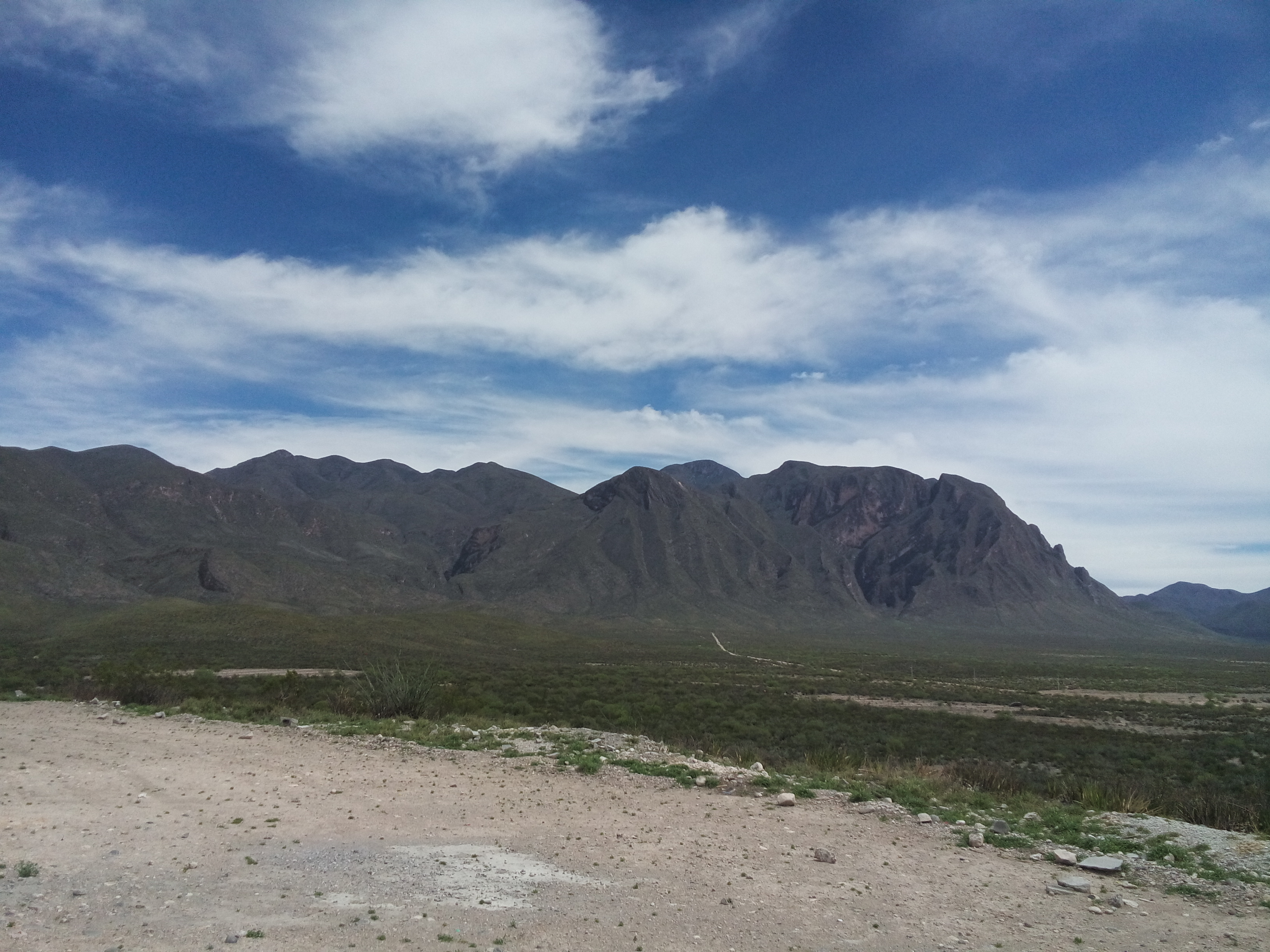
Cerro El Centinela en La Laguna

La cordillera principal del estado es la Sierra Madre Oriental, la cual lo cruza de sur a norte, produciendo un gran número de colinas, montañas y cañones. En el municipio de Arteaga, localizado en el sureste del estado, se encuentra la elevación máxima del estado: el Cerro de la Viga; también llamado cerro San Rafael, de 3715 m s. n. m. Algunos de las sierras de Coahuila son: Sierra de Zapalinamé, que se ubica en el municipio de Saltillo; Sierra Pailas, que se ubica en el municipio de General Cepeda, al igual se encuentra la Sierra Patos; Sierra La Madera se ubica en el municipio de Cuatro Ciénegas; Sierra Mojada se encuentra en el municipio con el mismo nombre; Sierra del Carmen en el municipio de Ocampo, entre otras.
Los picos más altos en el estado son:
- Cerro San Rafael, en Arteaga, cerca del poblado Los Lirios, 3715 m s. n. m. Es el pico más alto del Noreste de México.
- Sierra de la Marta, en Arteaga, cerca del poblado Los Oyameles, 3680 m s. n. m.
- Cerro El Coahuilón, en Arteaga, cerca del poblado Mesa de las Tablas, 3570 m s. n. m.
- Algunos otros picos en la misma sierra de Arteaga menos conocidas.
- Pico del Penitente, en Saltillo, entre los poblados de Sierra Hermosa y El Diamante, 3120 m s. n. m.
- Sierra La Madera, en Cuatro Ciénegas, cerca del poblado Cuatro Ciénegas, 3010 m s. n. m.
- Sierra de Parras, en Parras de la Fuente, cerca de la ciudad de Parras, 2860 m s. n. m.

## Gobierno

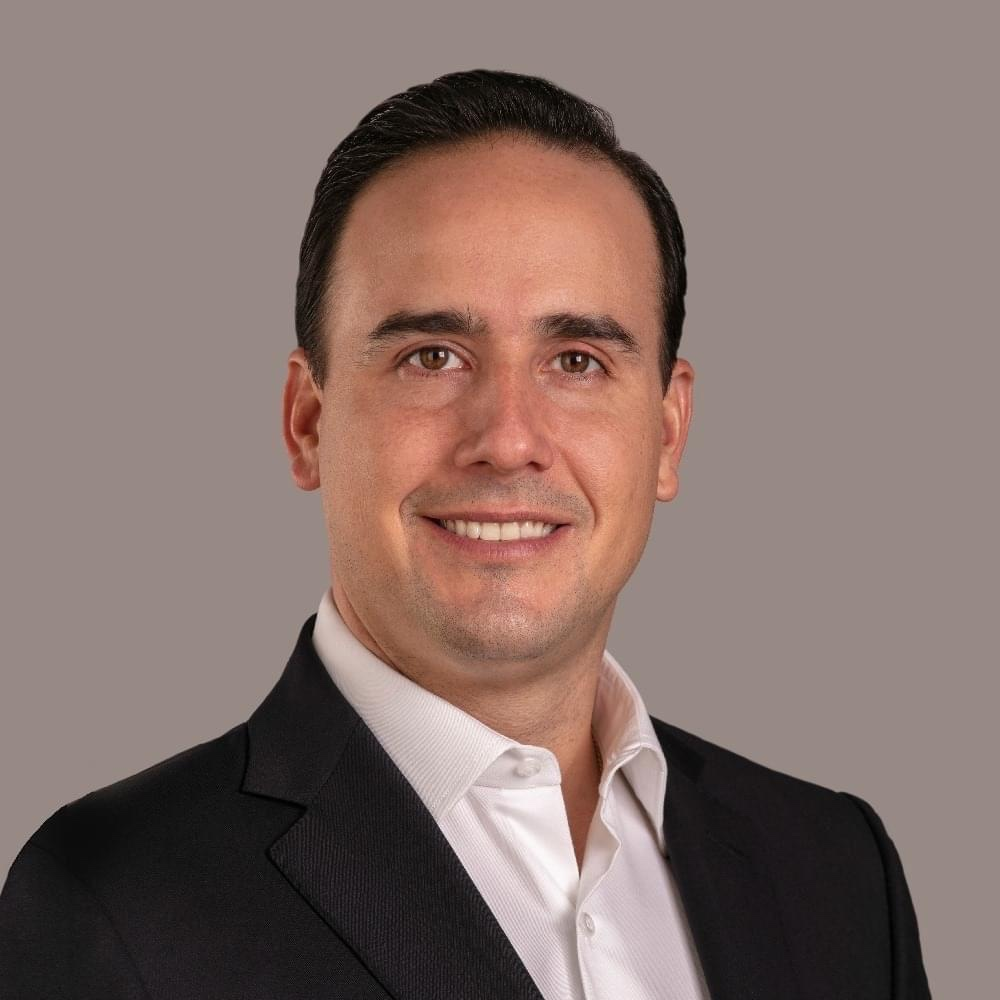
Manolo Jiménez, Gobernador de Coahuila de Zaragoza

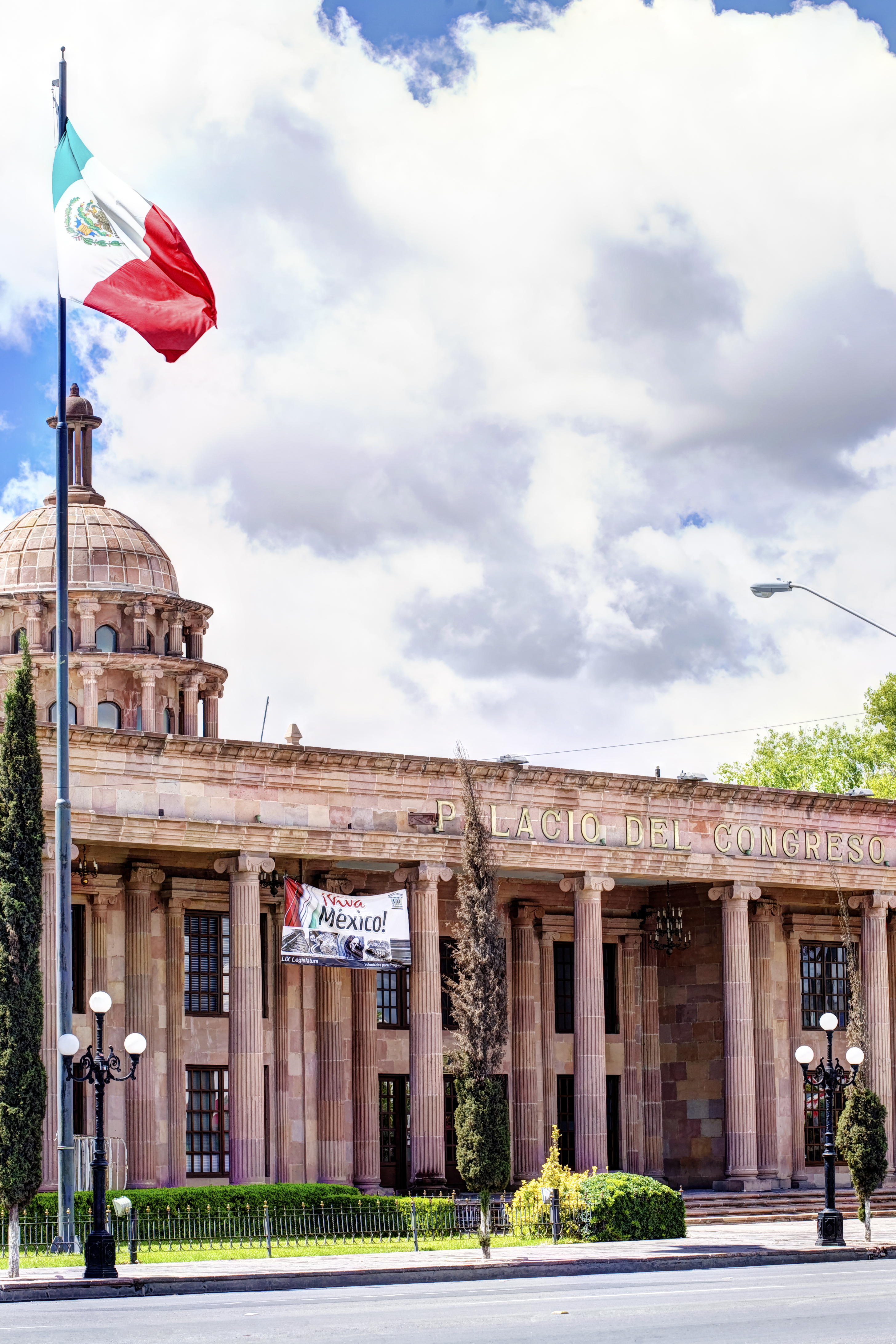
Congreso de Coahuila

El estado se divide en 38 municipios. Su capital es Saltillo. El Gobierno del Estado se divide en tres poderes: el Ejecutivo, representado por el Gobernador; el Legislativo, por el Congreso Local; y el Judicial, por el Tribunal Superior de Justicia de Coahuila. El actual gobernador es Manolo Jiménez Salinas.
Gobernantes de Coahuila desde 1911:
| Nombre                         | Período                                              |
| Venustiano Carranza            | 29 de mayo de 1911-1 de agosto de 1911               |
| Reginaldo Cepeda               | 1 de agosto de 1911-22 de noviembre de 1911          |
| Venustiano Carranza            | 22 de noviembre de 1911-7 de marzo de 1913           |
| Manuel M. Blázquez             | 8 de marzo de 1913-19 de marzo de 1913               |
| Ignacio Alcocer Rodríguez      | 20 de octubre de 1913-1 de noviembre de 1913         |
| Joaquín Maas Águila            | 1 de noviembre de 1913-18 de noviembre de 1913       |
| José Refugio Velasco Martínez  | 18 de noviembre de 1913-21 de noviembre de 1913      |
| Praxedis de la Peña García     | 21 de noviembre de 1913-2 de febrero de 1914         |
| Joaquín Maas Águila            | 2 de febrero de 1914-4 de mayo de 1914               |
| José Isabel Robles Miramontes  | 20 de mayo de 1914-24 de mayo de 1914                |
| Jesús Acuña Narro              | 24 de mayo de 1914-6 de enero de 1915                |
| Felipe Ángeles Ramírez         | 6 de enero de 1915-12 de enero de 1915               |
| Santiago Ramírez García        | 12 de enero de 1915-16 de mayo de 1915               |
| Luis Gutiérrez Ortiz           | 17 de mayo de 1915-14 de junio de 1915               |
| Raúl Madero González           | 15 de junio de 1915-20 de junio de 1915              |
| Orestes Pereyra                | 20 de junio de 1915-4 de septiembre de 1915          |
| Adolfo Huerta Vargas           | 4 de septiembre de 1915-6 de septiembre de 1915      |
| Gustavo Espinoza Mireles       | 6 de septiembre de 1915-7 de abril de 1917           |
| Bruno Neira González           | 7 de abril de 1917-20 de agosto de 1917              |
| Alfredo Breceda Mercado        | 20 de agosto de 1917-15 de diciembre de 1917         |
| Gustavo Espinoza Mireles       | 15 de diciembre de 1917 - 26 de mayo de 1920         |
| Luis Gutiérrez Ortiz           | 27 de mayo de 1920 - 30 de noviembre de 1921         |
| Arnulfo González Medina        | 1 de diciembre de 1921 - 31 de octubre de 1923       |
| Carlos Garza Castro            | 31 de octubre de 1923 - 30 de noviembre de 1925      |
| Manuel Pérez Treviño           | 1 de diciembre de 1925 - 11 de abril de 1928         |
| Bruno Neira González           | 11 de abril de 1928 - 30 de noviembre de 1929        |
| Nazario S. Ortiz Garza         | 1 de diciembre de 1929 - 30 de noviembre de 1933     |
| Jesús Valdés Sánchez           | 1 de diciembre de 1933 – 30 de noviembre de 1937     |
| Pedro Rodríguez Triana         | 1 de diciembre de 1937 -15 de noviembre de 1941      |
| Gabriel Cervera Riza           | 15 de noviembre de 1941-30 de noviembre de 1941      |
| Benecio López Padilla          | 1 de diciembre de 1941-30 de noviembre de 1945       |
| Ignacio Cepeda Dávila          | 1 de diciembre de 1945-22 de junio de 1947           |
| Ricardo Ainsle Rivera          | 22 de junio de 1947-1 de marzo de 1948               |
| Paz Faz Riza                   | 1 de marzo de 1948-6 de junio de 1948                |
| Raúl López Sánchez             | 6 de junio de 1948-30 de noviembre de 1951           |
| Román Cepeda Flores            | 1 de diciembre de 1951-30 de noviembre de 1957       |
| Raúl Madero González           | 1 de diciembre de 1957-30 de noviembre de 1963       |
| Braulio Fernández Aguirre      | 1 de diciembre de 1963-30 de noviembre de 1969       |
| Eulalio Gutiérrez Treviño      | 1 de diciembre de 1969-30 de noviembre de 1975       |
| Oscar Flores Tapia             | 1 de diciembre de 1975-10 de agosto de 1981          |
| Francisco José Madero González | 11 de agosto de 1981-30 de noviembre de 1981         |
| José de las Fuentes Rodríguez  | 1 de diciembre de 1981-30 de noviembre de 1987       |
| Eliseo Mendoza Berrueto        | 1 de diciembre de 1987-30 de noviembre de 1993       |
| Rogelio Montemayor Seguy       | 1 de diciembre de 1993-30 de noviembre de 1999       |
| Enrique Martínez y Martínez    | 1 de diciembre de 1999-30 de noviembre de 2005       |
| Humberto Moreira               | 1 de diciembre de 2005-4 de enero de 2011            |
| Jorge Torres López             | 4 de enero de 2011-30 de noviembre de 2011           |
| Rubén Moreira                  | 1 de diciembre de 2011-30 de noviembre de 2017       |
| Miguel Riquelme Solís          | 1 de diciembre de 2017-30 de noviembre de 2023       |
| Manolo Jiménez Salinas         | 1 de diciembre de 2023- En el cargo hasta el momento |

## Relaciones Internacionales

### Consulados
- Consulado Honorario de España en Torreón, dependiente del Consulado General de Monterrey.[27]

## Turismo

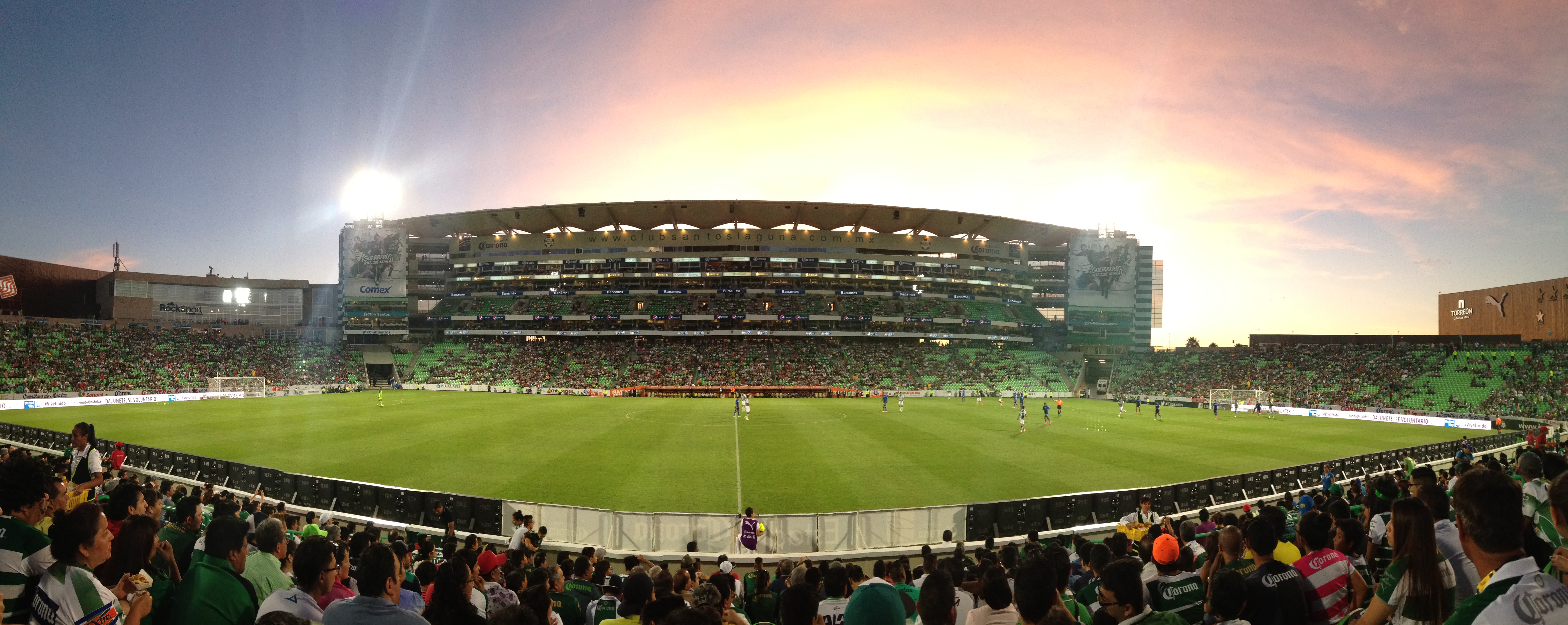
Estadio Corona

Coahuila no es un estado muy turístico si se compara con otras entidades del país, pero aun así cuenta con diversos atractivos, sobre todo relacionados con actividades al aire libre en el clima semidesértico.

### Cuatrociénegas

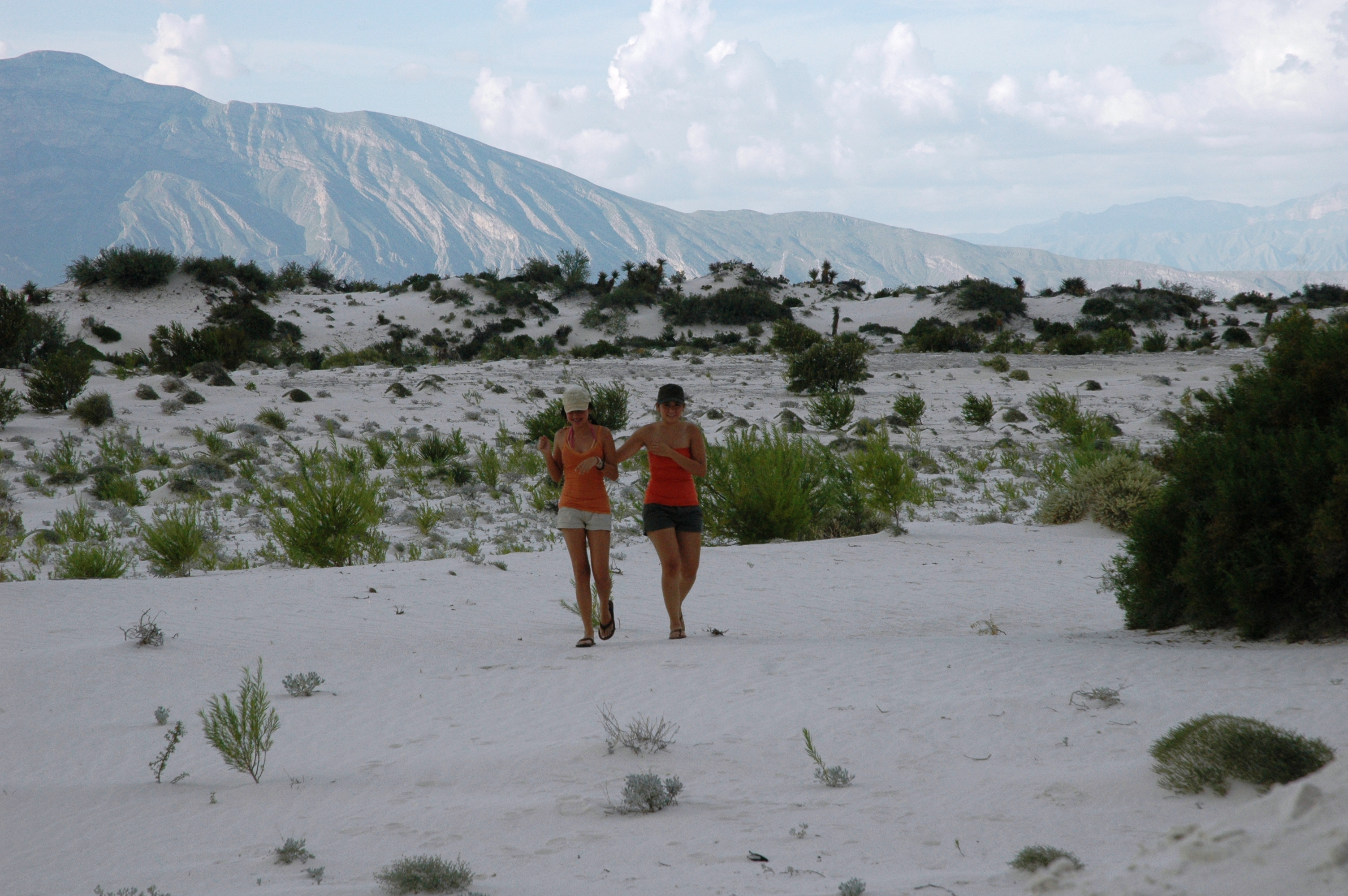
Dunas de yeso en Cuatrociénegas

Cuenta con la Reserva de la Biósfera Cuatro Ciénegas. Ahí se pueden encontrar alrededor de 150 plantas y especies de animales diferentes endémicas.

### Saltillo
Diversos atractivos turísticos incluyen sitios y edificios históricos como la Plaza de Armas, el Palacio de Gobierno y la Catedral de Santiago. También destaca el Museo del Desierto.

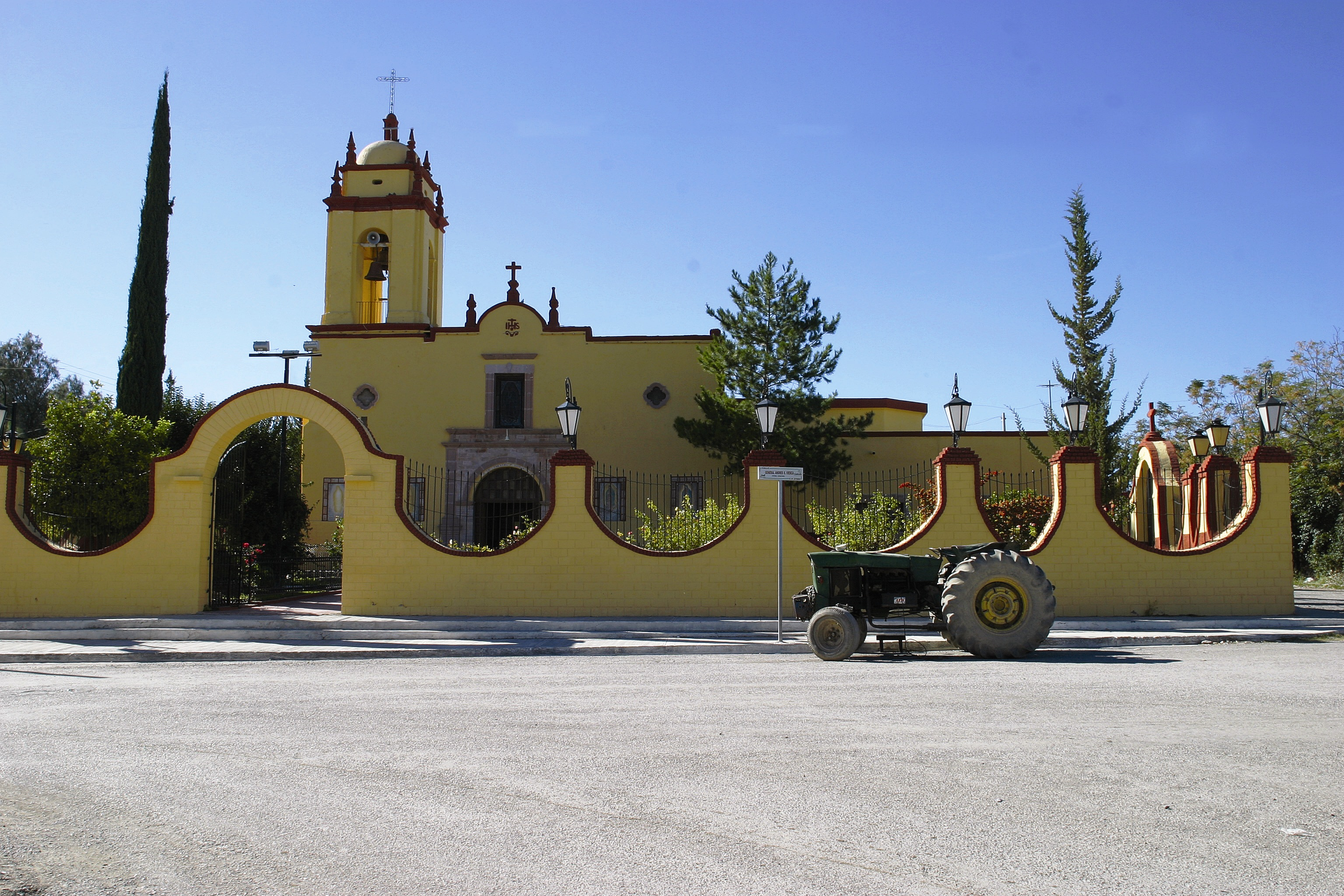
Parras de la Fuente

### Torreón
La ciudad de Torreón tiene como atractivos principales el Cristo de las Noas, al cual se puede llegar usando el primer teleférico del estado; y el Estadio Corona, sede del equipo de fútbol Santos Laguna.

### Parras de la Fuente
Parras destaca principalmente por sus nogaleras, su arquitectura antigua y sus viñedos.

## Población

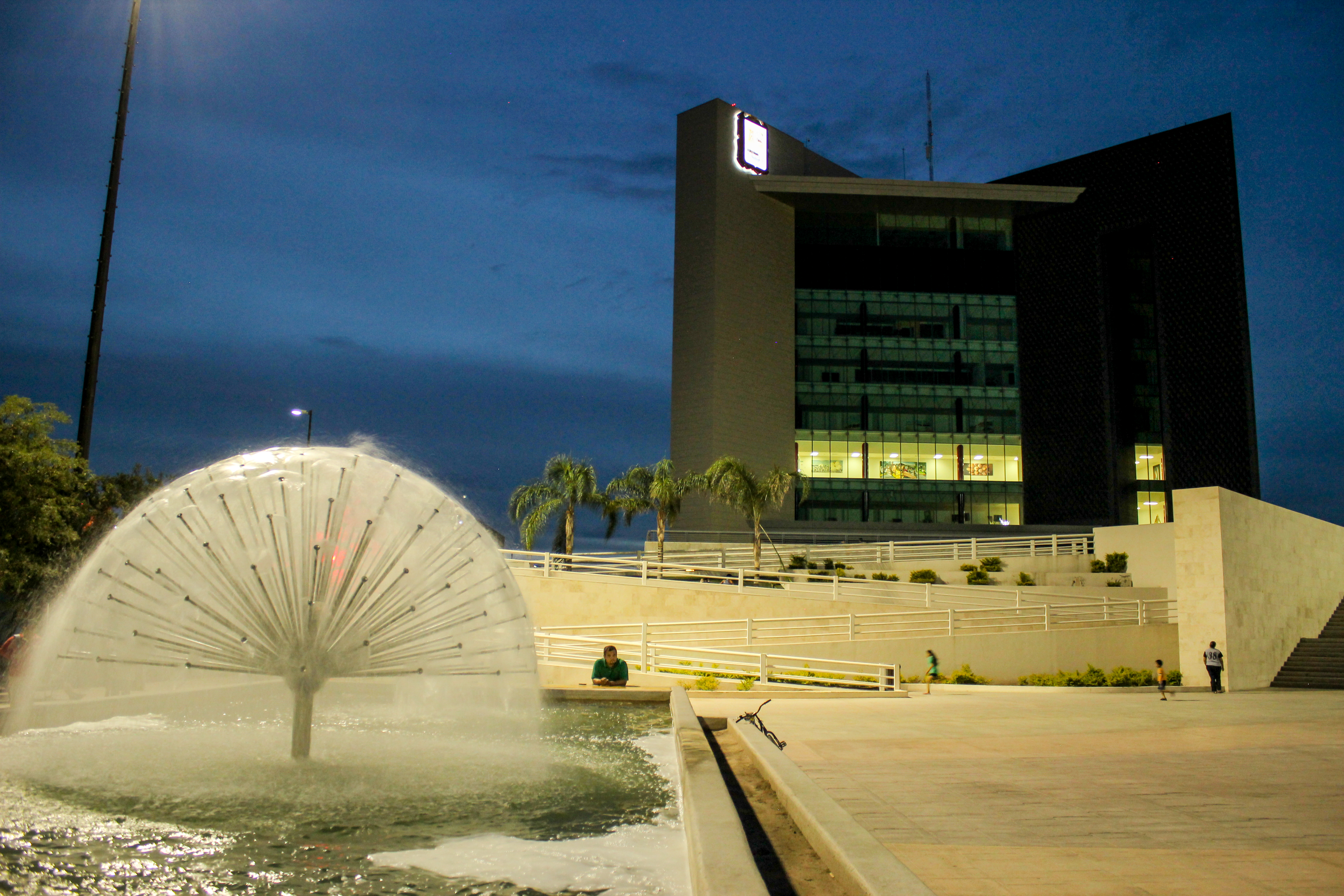
Torreón

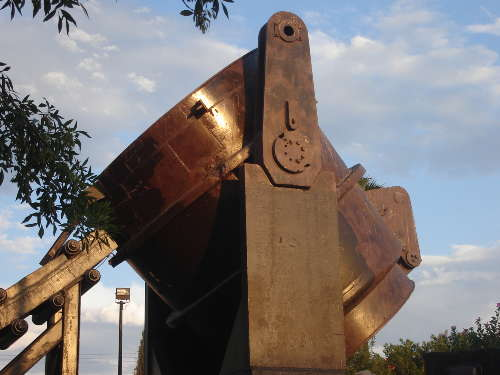
Monclova

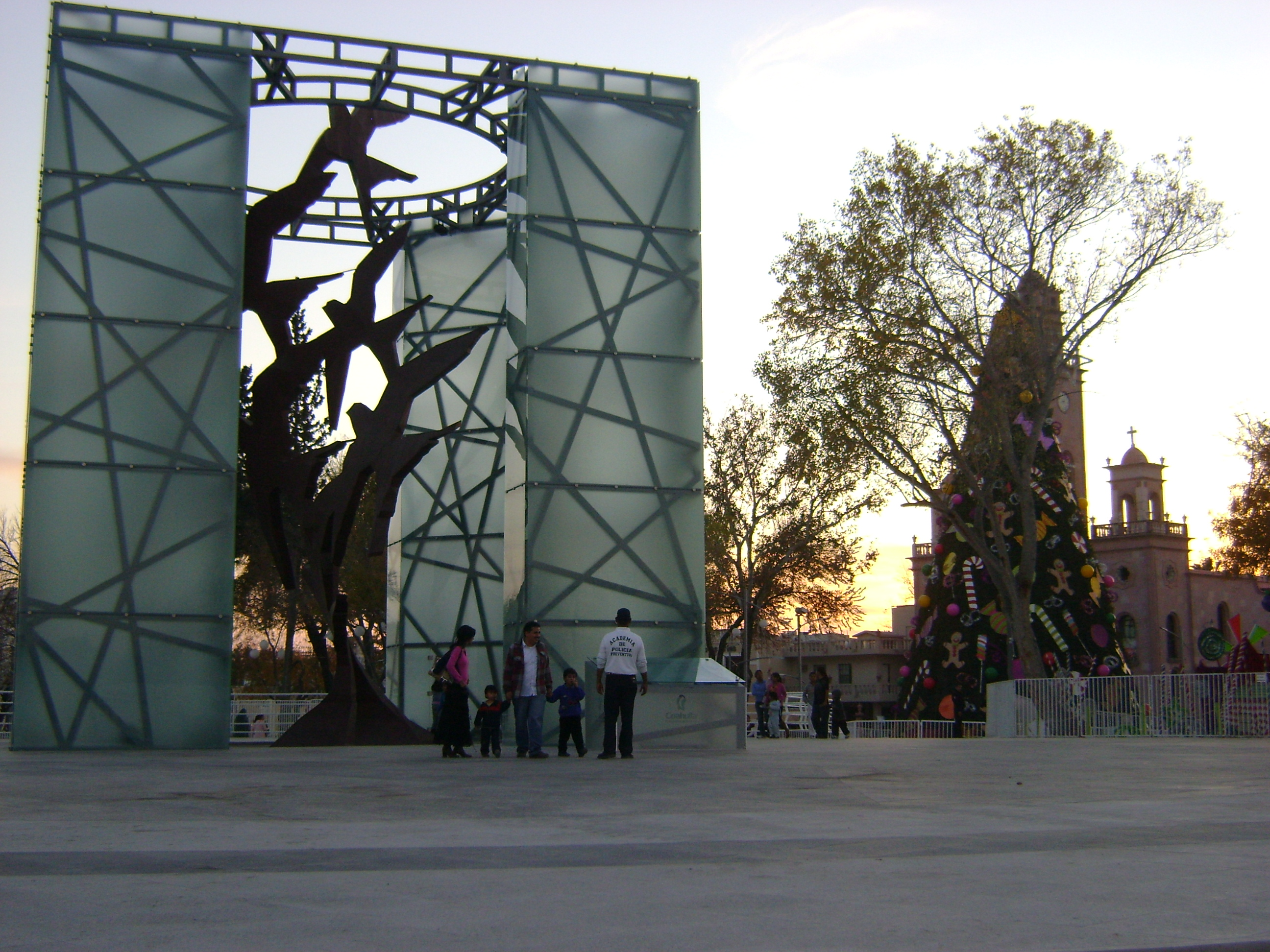
Piedras Negras

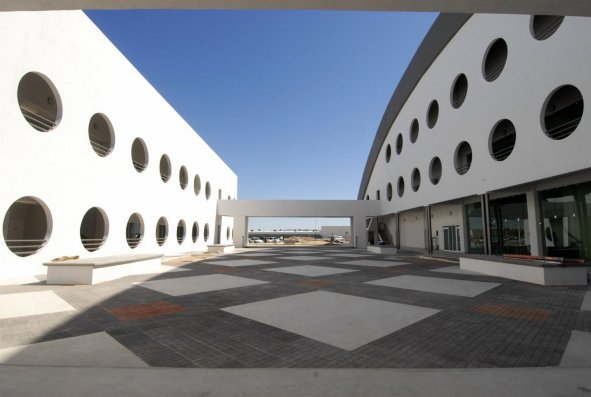
Acuña

Según las cifras que arrojó el "Censo de Población y Vivienda 2020" realizado por el Instituto Nacional de Estadística y Geografía (INEGI), el estado de Coahuila de Zaragoza cuenta con un total de 3,146,771 habitantes al año 2020, de dicha cantidad, el 49.6912% (1,563,669) son hombres y el 50.3088% (1,583,102) son mujeres. La tasa de crecimiento anual para la entidad durante el período 2010-2020 fue del 1.4%.
Saltillo y Torreón son los municipios con mayor población; juntos concentran el 50.3% de residentes en el estado. Casi todos los municipios muestran crecimiento en su población en el último quinquenio; sin embargo, este crecimiento muestra diferencias entre cada uno de ellos. De los 32 municipios del estado que tienen mayor población destacan Ramos Arizpe, Saltillo y Nava con los valores más elevados en las tasas de crecimiento; por el contrario, con tasas negativas se encuentran Progreso y Parras.

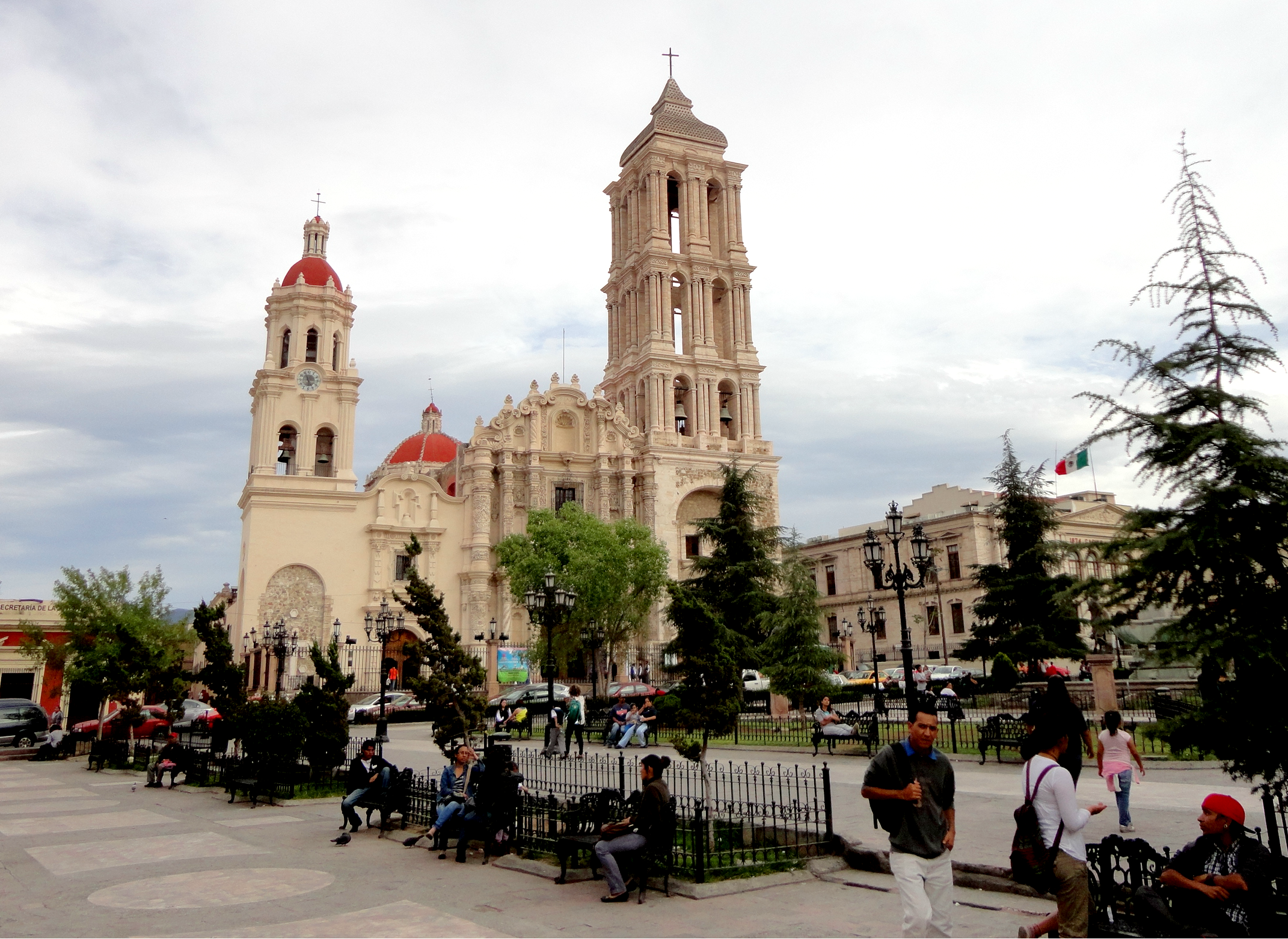
Saltillo

Más de 500,000 habitantes
- Saltillo 879,958

- Torreón 720,848

Más de 100,000 habitantes
- Monclova 237,951

- Piedras Negras 176,327

- Acuña 163,058
- Ramos Arizpe 122,243
- Matamoros 118,337
- San Pedro 101,041

Más de 50,000 habitantes
- Frontera 82,409
- Muzquiz 71,627
- Sabinas 64,811
- Francisco I. Madero 59,035

Más de 25,000 habitantes
- Parras de la Fuente 44,472
- San Juan de Sabinas 42,260
- Nava 33,129
- Arteaga 29,578
- Castaños 29,128
- Allende 29,056

Más de 20,000 habitantes
- San Buenaventura 24,759
- Viesca 20,305

### Menos de 20,000 habitantes
- Cuatro Ciénegas 12,715
- Zaragoza 13,135
- General Cepeda 11,898
- Ocampo 9,642
- Jiménez 9,502
- Morelos 7,928
- Sierra Mojada 6,744
- Nadadores 6,539
- Villa Unión 6,188
- Progreso 3,239
- Escobedo 3,047
- Sacramento 2,471
- Lamadrid 1,764
- Hidalgo 1,735
- Candela 1,643
- Guerrero 1,643
- Juárez 1,584
- Abasolo 1,022

### Zonas metropolitanas
En Coahuila existen 4 Zonas Metropolitanas según la clasificación del INEGI. Población obtenida según los resultados del Censo de Población y Vivienda de 2020.
- La ZM de La Laguna tiene 1,434,283 habitantes en los municipios de Torreón, Matamoros, Francisco I. Madero, Gómez Palacio y Lerdo.
- La ZM de Saltillo tiene 1,031,779 habitantes en los municipios de Saltillo, Ramos Arizpe y Arteaga.
- La ZM de Monclova, tiene 374,247 habitantes en los municipios de Monclova, Castaños, Frontera y San Buenaventura.
- La ZM de Piedras Negras tiene 209,456 habitantes en los municipios de Piedras Negras y Nava.

### Desarrollo poblacional
| Población Histórica de Coahuila |           |
| Año                             | Población |
| 1900                            | 296,938   |
| 1910                            | 358,432   |
| 1920                            | 388,161   |
| 1930                            | 436,425   |
| 1940                            | 550,717   |
| 1950                            | 720,619   |
| 1960                            | 907,734   |
| 1970                            | 1,114,956 |
| 1980                            | 1,557,265 |
| 1990                            | 1,972,340 |
| 1995                            | 2,173,775 |
| 2000                            | 2,298,070 |
| 2005                            | 2 495 200 |
| 2010                            | 2 742 029 |
| 2015                            | 2 954 915 |

El desarrollo poblacional del estado es un fenómeno del siglo XX, Alcanzar los 2,5 millones de habitantes significó un largo proceso de consolidación de pueblos, villas y ciudades. El crecimiento de la población en Coahuila y su distribución han estado fuertemente determinados por la disponibilidad de recursos naturales y por factores geográficos. 
Desde el periodo novohispano, los principales asentamientos humanos se hicieron en torno a las regiones que ofrecían condiciones mínimas para las actividades agrícolas y ganaderas; no obstante, se formaron poblados más pequeños en los escasos sitios de interés para las actividades mineras y en las regiones propicias para el comercio, como la frontera norte y la ciudad de Saltillo. A partir del último tercio del siglo XIX, la nueva frontera política y la explotación del carbón en grandes cantidades atrajo la población y los capitales al centro y norte del estado.

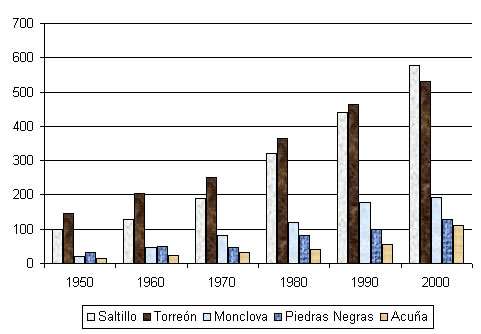
Crecimiento poblacional de las principales ciudades de Coahuila 1950-2000.

El número de habitantes se incrementó casi siete veces durante el siglo XIX, pasando de 48 922 habitantes a mediados de siglo, a 296 938 en el año 1900. Hacia 1930, 52% de los coahuilenses vivían en localidades mayores de 2500 habitantes, distribución que se mantuvo hasta 1960. 
El ritmo de crecimiento de los distintos polos urbanos no fue uniforme: Torreón fue la ciudad de crecimiento acelerado en la primera mitad del siglo XX, Monclova mostró su crecimiento entre los años cincuenta y setenta para después mostrar tasas de crecimiento inferiores a la media estatal mientras Torreón mostró tasas similares a la media; Saltillo, Acuña y Piedras Negras mostraron crecimiento a partir de los ochenta hasta la actualidad; en los noventa la capital se convirtió en el polo de mayor atracción, pasando a ser el municipio con mayor número de habitantes, posición que Torreón ocupó por décadas. Del 2000 a 2005 más de la mitad de los municipios mostraron tasas negativas en el crecimiento de la población, sin embargo Acuña (2.4 %), Piedras Negras (2.1 %), Nava (2.1%) y Saltillo (2.1 %) mostraron tasas de crecimiento altas, superando a Torreón (1.7 %) y a Monclova (0.7 %).

### Migración
En las últimas décadas Coahuila ha sido un estado en el que emigran más habitantes de los que ingresan con excepción del periodo 2000 al 2005, sin embargo esto no significa que la totalidad del estado sea una región de rechazo. La entidad presenta polos de atracción en las regiones con mayor desarrollo industrial, especialmente en las relacionadas con la industria de transformación y manufacturas, como es el caso de la región Sureste y Norte, cuyos núcleos son Saltillo, Ramos Arizpe, Acuña y Piedras Negras. Al mismo tiempo se revela la tendencia de expulsión de la población de las regiones relacionadas con actividades agropecuarias y extractivas como La Laguna y la cuenca Carbonífera. 
La población coahuilense que emigró a otras entidades del país entre los años 2000 y 2005 fue de 44,403 personas. Mientras que la que inmigró fue de 50,115 personas. El porcentaje de inmigrantes (2.0%) disminuyó respecto a lo observado en el año 2000 respecto a 1995, que fue de 3.2% (72,981 personas). Del total de inmigrantes (50,115), 90.9% proviene de otras entidades del país y 9.1% es originario de otros países.

## Economía

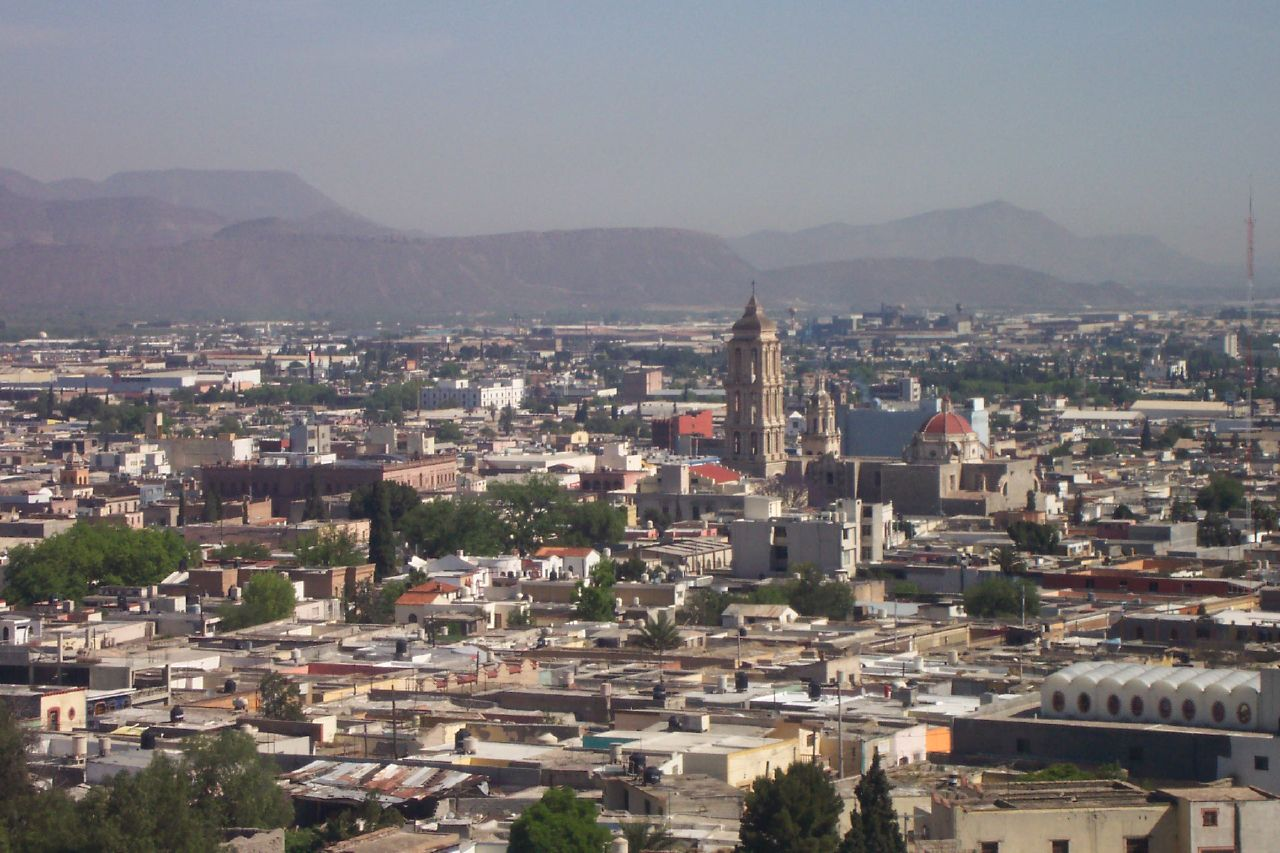
Vista de una parte del centro de la ciudad de Saltillo, capital del estado

El estado de Coahuila tiene un producto interno bruto estatal de 234,823 millones de pesos, con una participación de 3.4 % en el PIB nacional (2004). Su PIB per cápita ajustado asciende a 12 000 dólares (2006), con lo que se coloca en el cuarto lugar entre los estados de México superado por la Ciudad de México, Nuevo León y Campeche. Su Índice de Desarrollo Humano es 0.8281 (2004), ocupando el tercer lugar después de la Ciudad de México y Nuevo León. Dentro de su territorio se encuentran más del 95% de las reservas de carbón del país y el 30 % de las reservas de gas. 
A pesar de contar con un extenso territorio y poca población, Coahuila se ha logrado industrializar a partir de la segunda mitad del siglo XX. Actualmente alberga a grupos industriales de los más importantes a nivel nacional. El estado cuenta con plantas productivas del Grupo Industrial Saltillo (GIS), Grupo Industrial Lala, Grupo Acerero del Norte (GAN), Grupo Industrial Monclova (GIMSA), Grupo México, Grupo Modelo Met-Mex Peñoles, Rassini, Trinity Industries, Alcoa, Embotelladoras Arca, entre otras. Cada uno de sus polos urbanos tienen al menos una industria pilar.
En Torreón se encuentra Met-Mex Peñoles, dedicado a la fundición y afinación de metales no ferrosos y elaboración de químicos inorgánicos, es el mayor productor de plata afinada en el mundo y mayor productor de oro afinado en México. En esta ciudad se encuentra el Grupo Industrial Lala, el cual abastece el 40 % de la leche de México.
En Saltillo y Ramos Arizpe se encuentra un clúster automotriz, integrado por plantas de Chrysler y General Motors, y decenas de empresas proveedoras. También se encuentra en esta ciudad el Grupo Industrial Saltillo, que incluye empresas como Vitromex, Cinsa, Cifunsa, que son fabricantes de artículos para la construcción y de autopartes.
En Monclova se encuentra la planta siderúrgica AHMSA, mayor productor de acero de México, con una producción anual de 4 millones de toneladas de acero líquido. 
En Parras de la Fuente se encuentra la bodega de vinos más antigua en todo el continente americano, y esta es Casa Madero Archivado el 16 de diciembre de 2017 en Wayback Machine., quien fuera establecida el 18 de agosto de 1597, por decreto Real del Rey Felipe II de España. Esta bodega, orgullosamente mexicana ha sido galardonada por la calidad de sus vinos en los concursos internacionales más prestigiosos del mundo vitivinícola, obteniendo por sus vinos a la fecha 285 medallas de Oro, Plata y Bronce.
En Nava se encuentran las plantas termoeléctricas Carbón I y Carbón II, las cuales en conjunto producen cerca del 10 % de la electricidad de México. 
En Piedras Negras, por ser ciudad fronteriza, se han instalado decenas de empresas maquiladoras dedicadas a la fabricación de autopartes y artículos electrónicos. 
En La Región Carbonífera se encuentran compañías mineras como MIMOSA (en Palaú), BAROSA y Fluorita de México (en Múzquiz). En esta región se extrae casi la totalidad del carbón del país. destacando también las actividades agrícolas y ganaderas. en especial el cultivo de nuez y la cría de ganado bovino.
Coahuila se caracteriza por los importantes yacimientos minerales que se encuentran en su territorio, especialmente los de carbón, materia prima esencial tanto para la industria siderúrgica como para la industria eléctrica. Su extracción se localiza principalmente en los municipios de Múzquiz, Nava y San Juan de Sabinas. Coahuila es el principal productor de carbón en el país y cuenta con el 95 % de los recursos nacionales de carbón coquizable.
Destacan también los yacimientos de fluorita, barita y celestita de los municipios de Acuña y Múzquiz.
La rentabilidad de la explotación de carbón depende de dos factores interrelacionados: las condiciones del mercado y los métodos de explotación. Otras actividades económicas en estado son la ganadería, el turismo cinegético, el cultivo de uvas, manzanas y nueces, la producción de refrescos, agua, cerveza y vino, y la extracción de barita y fluorita.

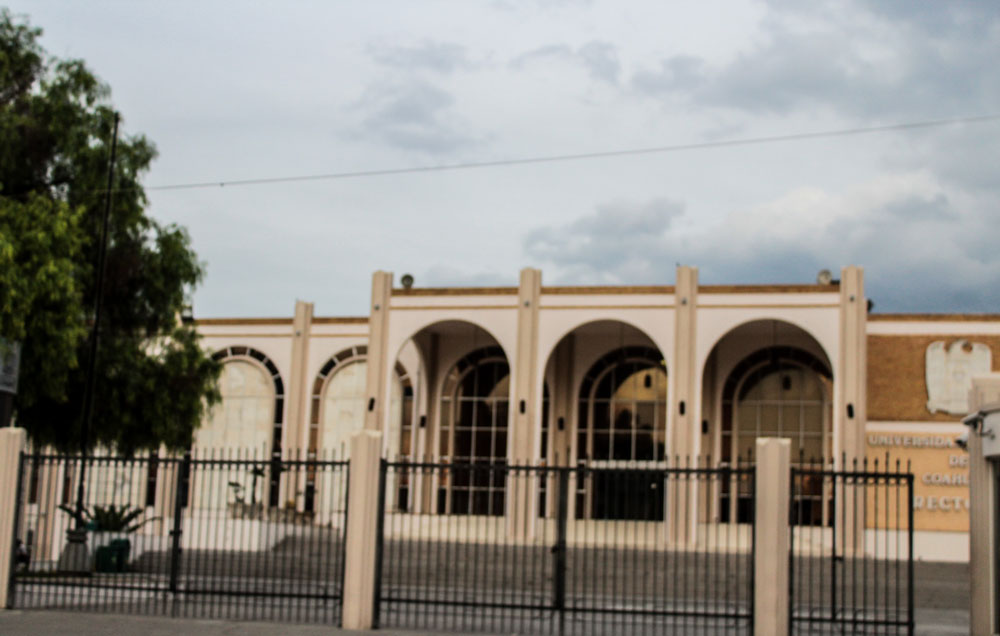
Rectoría de la Universidad Autónoma de Coahuila

| PIB estatal             | 234,823 millones de pesos |
| Participación en el PIB | 3.37 %                    |
| PIB per cápita          | $ 12,000 USD              |

## Educación

### Educación superior
Coahuila tiene diversas universidades públicas y privadas repartidas a lo largo del estado entre las que destacan:

#### Públicas

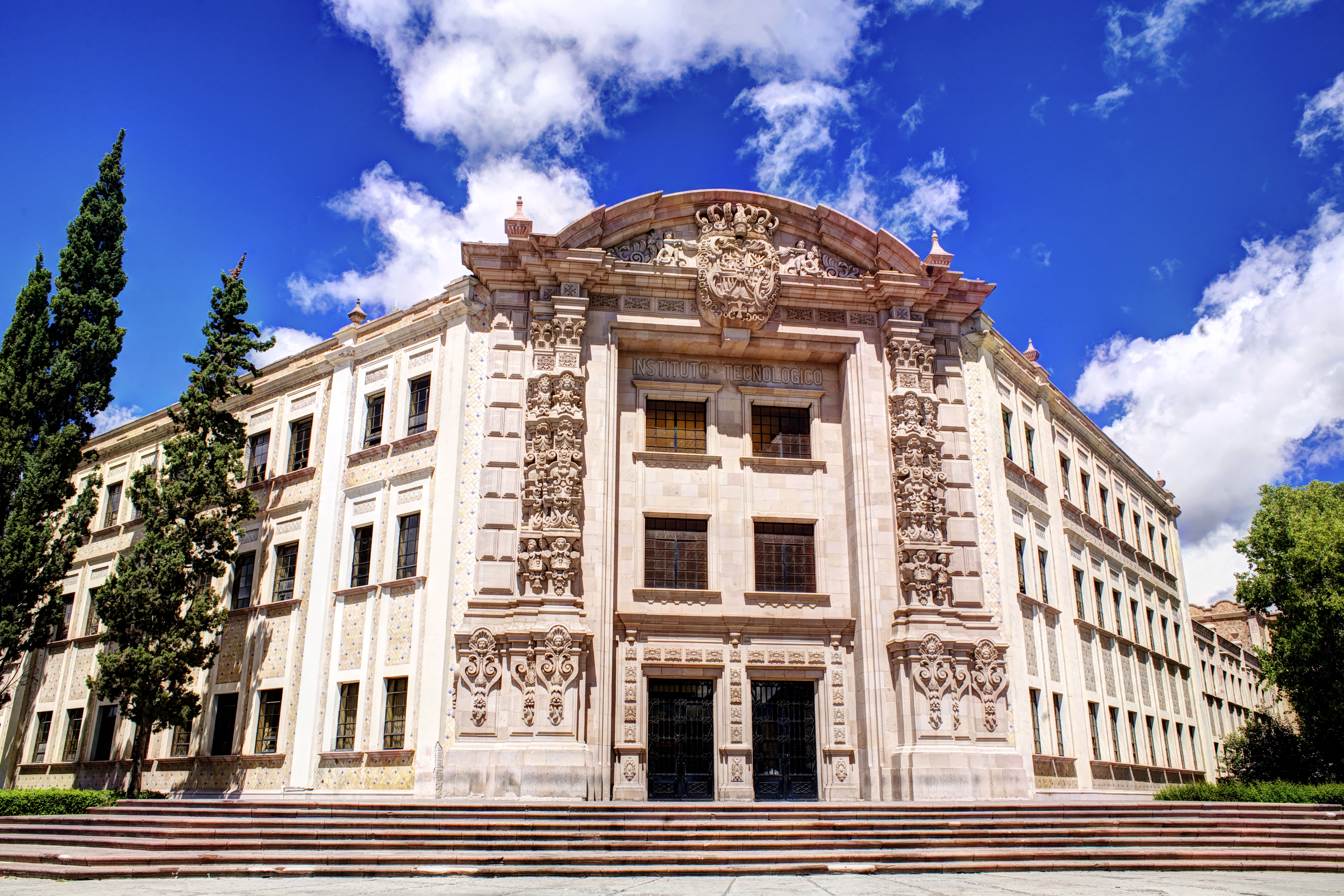
Instituto Tecnológico de Saltillo

- Universidad Autónoma Agraria Antonio Narro
- Universidad Autónoma de Coahuila
- Universidad Tecnológica de Coahuila

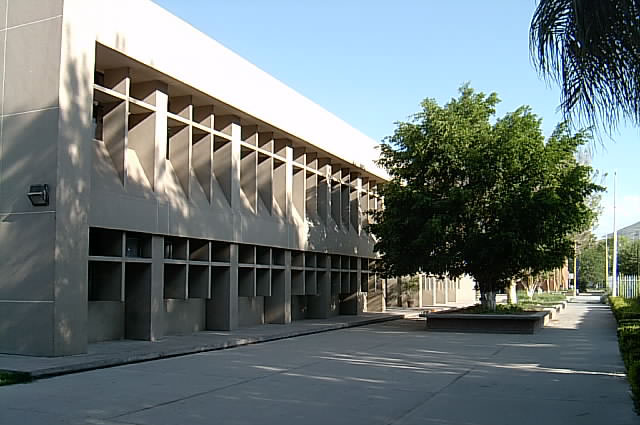
Instituto Tecnológico de La Laguna

- Instituto Tecnológico de Saltillo

- Instituto Tecnológico de La Laguna
- Instituto Tecnológico de Torreón
- Universidad Tecnológica de Torreón
- Instituto Tecnológico Superior de Monclova

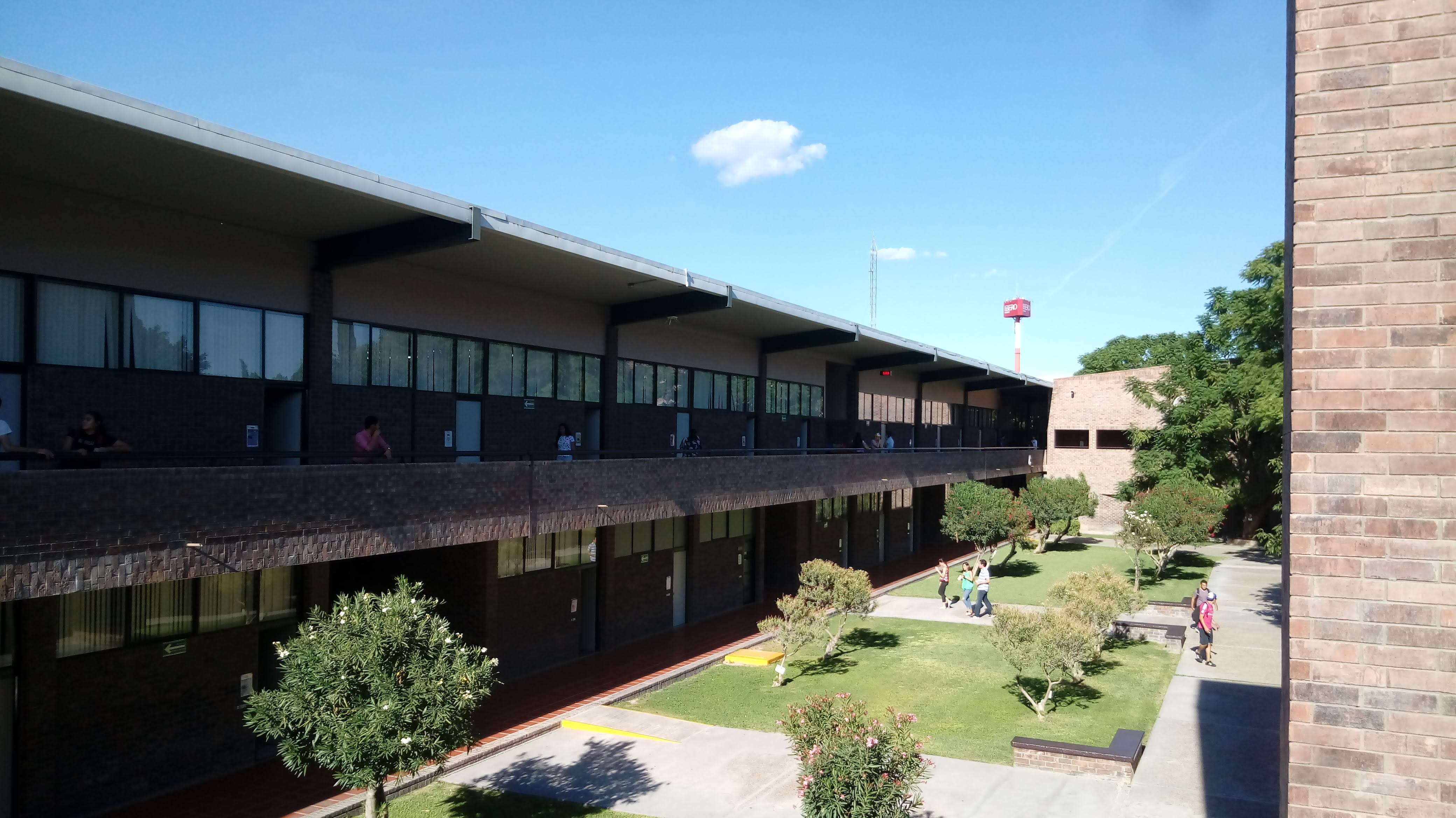
Universidad Iberoamericana Torreón

- Instituto Tecnológico de Piedras Negras
- Instituto Tecnológico Superior de Ciudad Acuña
- Instituto Tecnológico Superior de San Pedro de las Colonias
- Instituto Tecnológico de Estudios Superiores de la Región Carbonífera
- Universidad Tecnológica de la Región Centro de Coahuila
- Instituto Tecnológico Superior de Múzquiz

#### Privadas
- Universidad Iberoamericana Torreón (también cuenta con un Centro de Extensión en Saltillo)
- ITESM (Campus Saltillo y Laguna)
- Universidad Autónoma de La Laguna
- UANE (Campus Saltillo, Torreón, Monclova, Sabinas y Piedras Negras)
- Universidad TecMilenio (Campus Laguna)
- UVM (Campus Saltillo y Torreón)
- Universidad La Salle (Campus Torreón y Saltillo)

### Educación básica
La educación básica (preescolar, primaria y secundaria) es coordinada por la Secretaría de Educación de Coahuila (SEDU).

## Deportes
En el estado de Coahuila existe una amplia diversidad de deportes que se practican con gran relevancia.
| Equipo                      | Deportes                       | Competiciones                                     | Estadio                                 | Creación |
| --------------------------- | ------------------------------ | ------------------------------------------------- | --------------------------------------- | -------- |
| Algodoneros de Unión Laguna | Béisbol                        | Liga Mexicana de Béisbol                          | Estadio Revolución                      | 1940     |
| Saraperos de Saltillo       | Béisbol                        | Liga Mexicana de Béisbol                          | Estadio Francisco I. Madero             | 1970     |
| Acereros de Monclova        | Béisbol                        | Liga Mexicana de Béisbol                          | Estadio Monclova                        | 1970     |
| Club Santos Laguna          | Fútbol                         | Liga BBVA MX                                      | Estadio Corona (TSM)                    | 1983     |
| Saltillo Fútbol Club        | Fútbol                         | Liga Premier                                      | Estadio Olímpico de Saltillo            | 2017     |
| Club Calor de Monclova      | Fútbol                         | Liga Premier                                      | Deportiva Nora Leticia Rocha de la Cruz | 2018     |
| Club Santos Laguna Femenil  | Fútbol femenino                | Liga MX Femenil                                   | Estadio Corona (TSM)                    | 2017     |
| Laguneros de La Comarca     | Baloncesto                     | Liga Nacional de Baloncesto Profesional de México | Auditorio Municipal de Torreón          | 2018     |
| Dinos de Saltillo           | Fútbol americano               | LFA                                               | Estadio Olímpico de Saltillo            | 2016     |
| Lobos UAdeC                 | Fútbol americano universitario | ONEFA                                             |                                         |          |

## Transporte

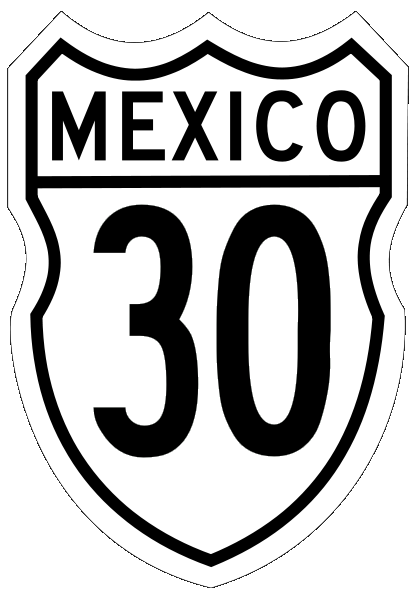
Carretera Federal 30

### Terrestre
Coahuila cuenta con 4 ejes carreteros principales: 
- Carretera Federal 2 va desde Ciudad Acuña a Matamoros, pasa por Piedras Negras.
- Carretera Federal 30 tiene un recorrido desde Monclova a Torreón .
- Carretera Federal 40 recorre de Matamoros a Mazatlán y pasa por Saltillo y Torreón.
- Carretera Federal 57 recorre el estado de sur a norte y va desde la Ciudad de México a Piedras Negras y pasa por las ciudades de Monclova y Sabinas.

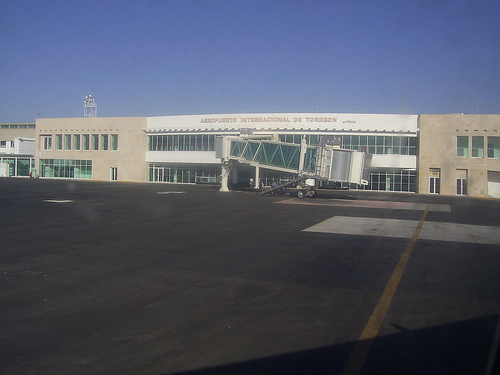
Aeropuerto de Torreón

### Aéreo
Coahuila cuenta con cinco aeropuertos internacionales en las ciudades de:
- Torreón con el Aeropuerto Internacional Francisco Sarabia
- Ramos Arizpe con el Aeropuerto Internacional Plan de Guadalupe
- Frontera con el Aeropuerto Internacional Venustiano Carranza
- Nava con el Aeropuerto Internacional de Piedras Negras
- Ciudad Acuña con el Aeropuerto Internacional de Ciudad Acuña

## Reservas ecológicas
El estado de Coahuila cuenta con reservas ecológicas para proteger a sus especies en peligro de extinción. 
- La Sierra del Carmen (municipios de Acuña y Ocampo).
- Zona sujeta a conservación ecológica Sierra de Zapalinamé, donde está ubicado El Cañón de San Lorenzo (municipio de Saltillo).
- Parque nacional Los Novillos.
- El Río Nazas.
- El Área de Protección de Flora y Fauna Cuatro Ciénegas.

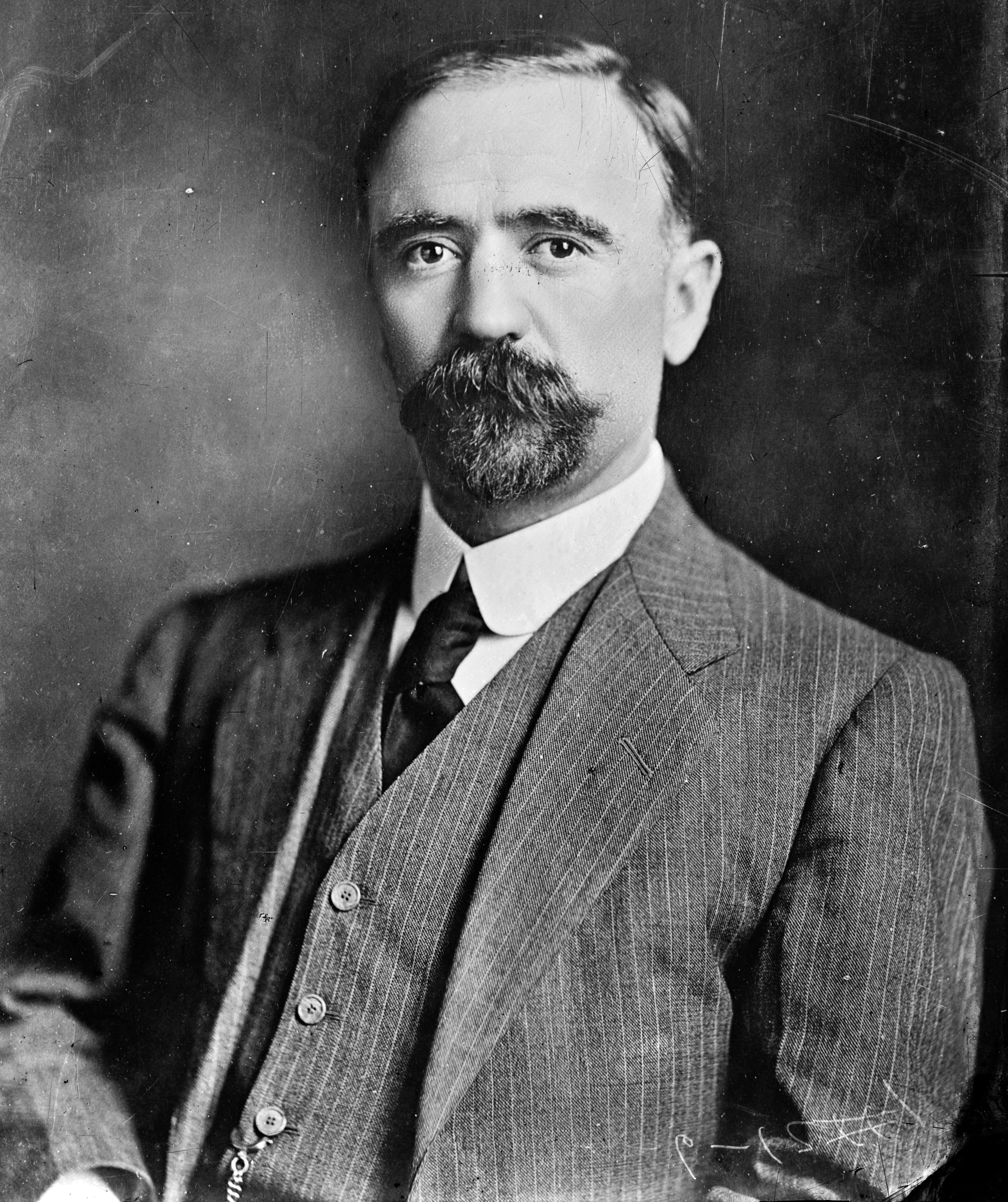
Francisco I. Madero

- El Área de Jimulco.
- La Reserva de la Biosfera Mapimí.

## Coahuilenses Presidentes de México

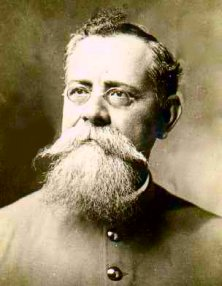
Venustiano Carranza

Coahuila ocupa el tercer lugar entre las Entidades Federativas que han sido tierra natal de los Presidentes de la República, después de la Ciudad de México (13 Presidentes) y Veracruz (8 Presidentes).
- Melchor Múzquiz
- Francisco I. Madero
- Eulalio Gutiérrez Ortiz
- Roque González Garza
- Venustiano Carranza

## Ubicación geográfica
Colinda al Noroeste y Norte con el estado estadounidense de Texas, al Oeste con Chihuahua, al Este y al Sureste con Nuevo León, al Suroeste con Durango, al Sureste con San Luis Potosí y al Sur con Zacatecas. 